# Fauna de Venezuela

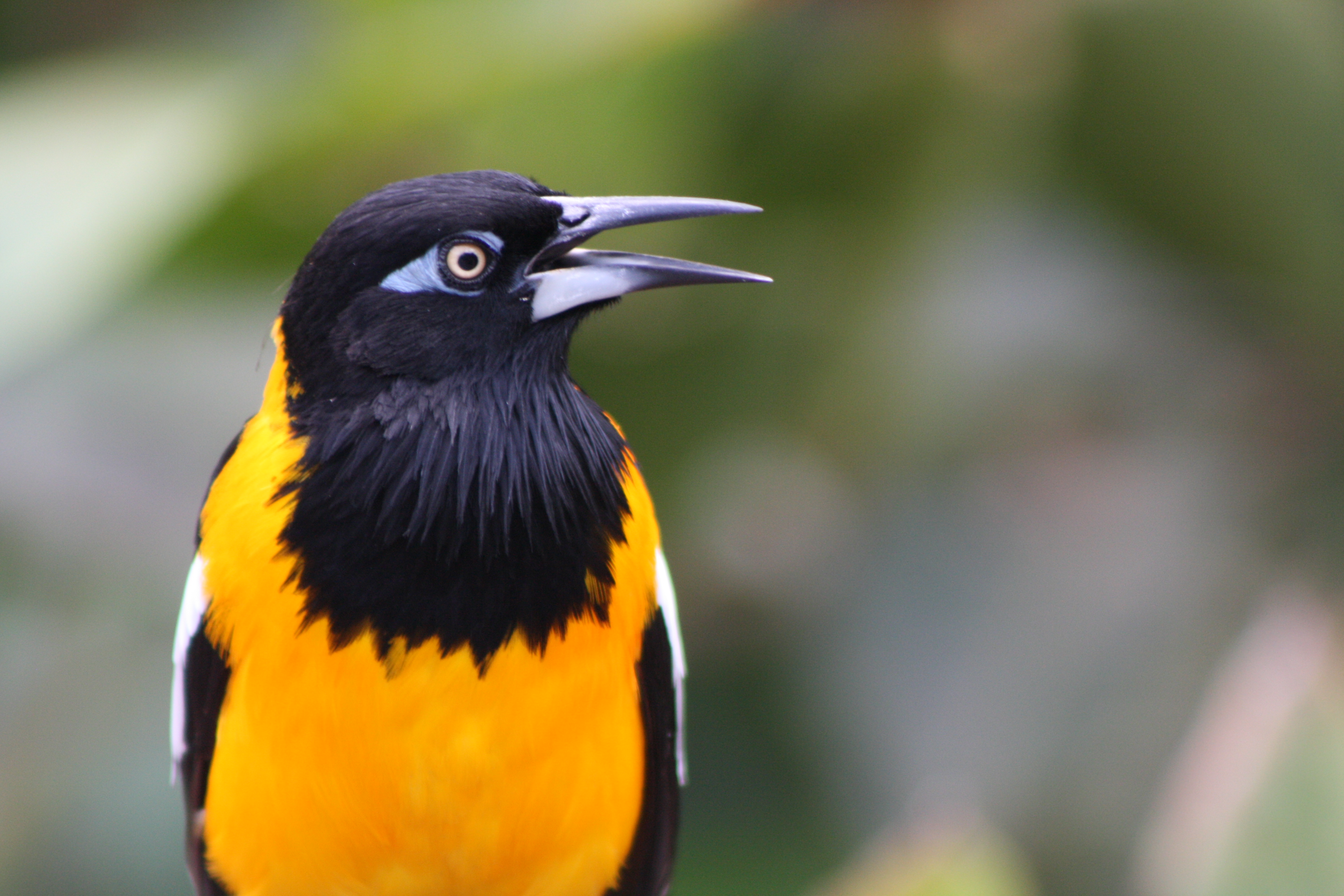
El turpial (Icterus icterus) ave nacional de Venezuela.

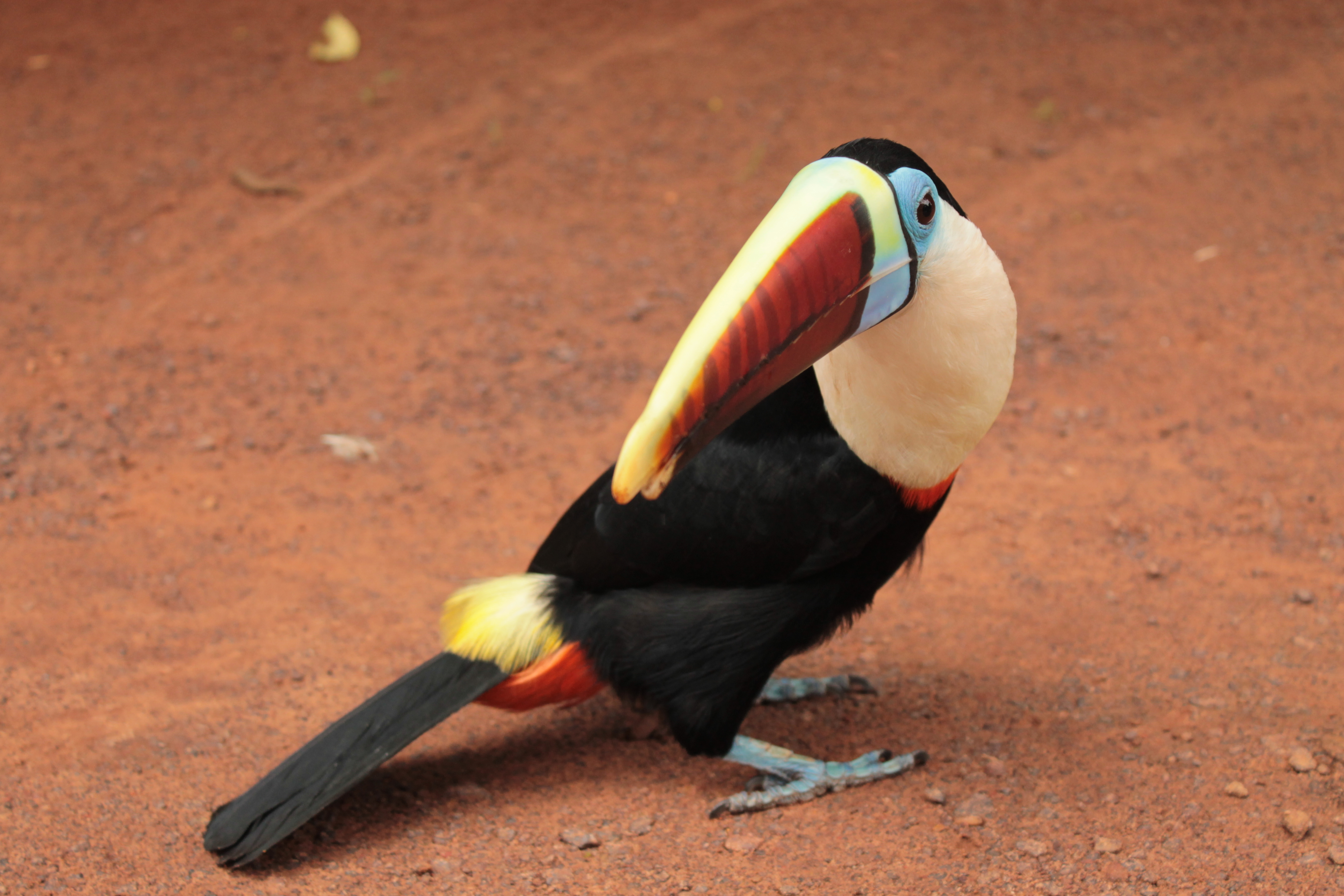
Tucán en el parque nacional Canaima.

La fauna de Venezuela consiste en una gran variedad de animales únicos. Venezuela cuenta con manatíes, delfines y cocodrilos en los ríos Negro y Orinoco. Venezuela acoge un total de 1,420 especies de aves, 48 de las cuales son endémicas. Entre los pájaros importantes se incluyen ibis, águilas pescadoras, martín pescador y el amarillo-naranja. El turpial es el Ave Nacional de la República Bolivariana de Venezuela, y fue elegida como tal en un concurso promocionado por la Sociedad Venezolana de Ciencias Naturales y oficialmente declarada el 23 de mayo de 1958. Mamíferos notables incluyen el oso hormiguero gigante, el jaguar, el mono aullador y el capibara (H. hydrochaeris), el roedor más grande del mundo. Más de la mitad de las especies de aves y mamíferos venezolanos se encuentran en los bosques amazónicos al sur del Orinoco. Venezuela está entre los 17 países más megadiversos del mundo. Los países megadiversos son un grupo de países que albergan el mayor índice de biodiversidad de todo el planeta. Venezuela se encuentra entre los 10 países más biodiversos del planeta según National Geographic.

## Por filo

### Invertebrados

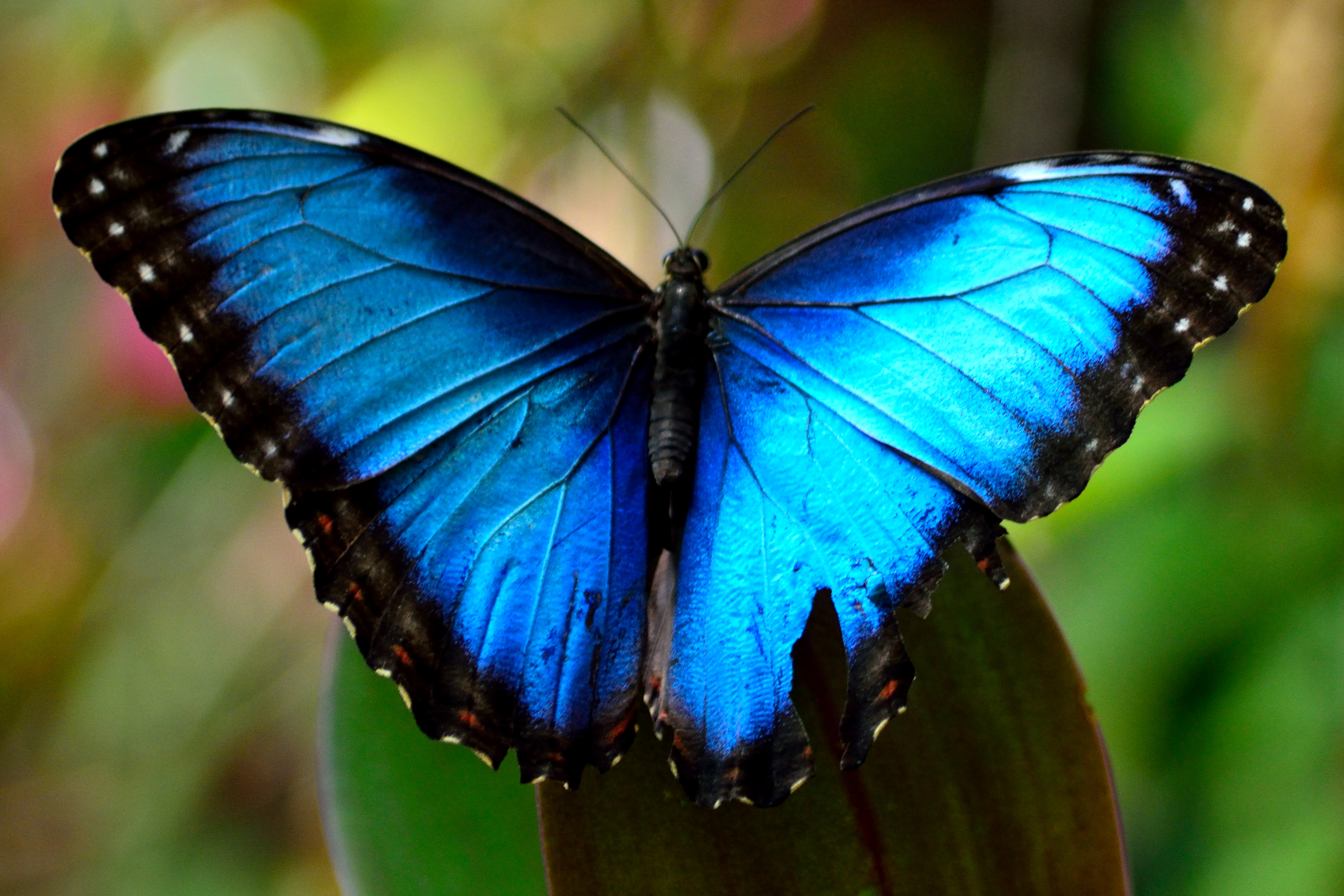
Mariposa morpho azul.

Venezuela posee un gran número de insectos que abarca un total de más de 200,000 especies que se agrupan en coleópteros (escarabajos), Orthoptera (grillos), Formicidae (hormigas), Odonata (libélulas), Hemiptera (chinches, pulgones), Arachnida (arañas, escorpiones) y muchos otros. Venezuela también posee en su territorio un gran número de crustáceos, moluscos y porifera (esponjas).
En mariposas, Venezuela posee unas 3,000 especies siendo uno de los países con más variedad en todo el mundo.

### Aves

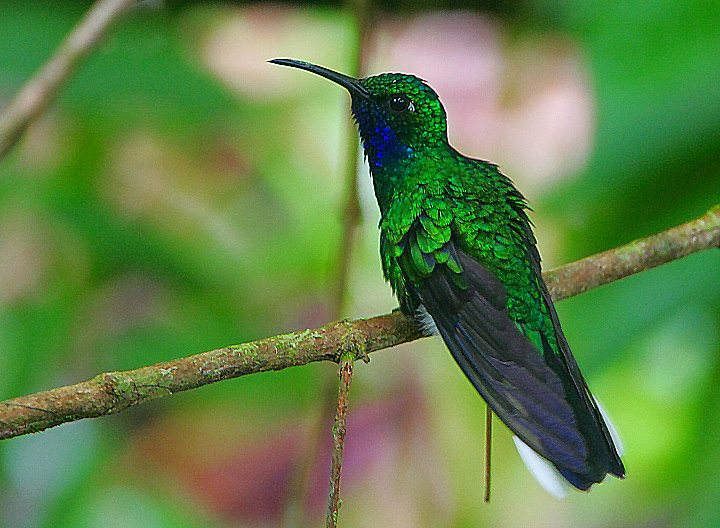
El colibrí coliblanco (Campylopterus ensipennis), ave endémica de Venezuela.

La avifauna de Venezuela es muy diversa e incluye un total de 1,420 especies, de las cuales 48 son endémicas, 6 han sido introducidas por humanos y 34 son consideradas raras o accidentales. Se han declarado 33 especies globalmente amenazadas de extinción. Algunos especialistas revelaron una estimación de más de 1,500 especies de aves registradas en Venezuela convirtiendo al país en uno de los 5 con más especies de aves en el mundo.
Venezuela es un país con un territorio extenso y con gran variedad de climas, por lo que presenta una gran lista de aves, algunas que se refugian en la frondosidad de la selva tropical y Los Andes, otras en los Llanos, costas y lagos, incluyendo el Lago de Maracaibo. Esto se debe a que la extensa geografía se traduce en 9 regiones naturales, que hacen del país uno de los más diversos geográficamente y que contribuye significativamente a la diversidad global.
Existen variadas fuentes que determinan distinto número de especies de aves presentes en Venezuela que se encuentran amenazadas a nivel mundial.
Según algunas fuentes, son 370 de las especies de animales existentes en Venezuela que se encuentran amenazadas a nivel mundial, mayoritariamente aves (130 especies). Seis de ellas, incluyendo dos aves, el águila arpía y el cardenalito, han sido incorporadas en los billetes venezolanos con las principales causas que los ponen peligro de extinción.

Algunas aves que habitan en Venezuela
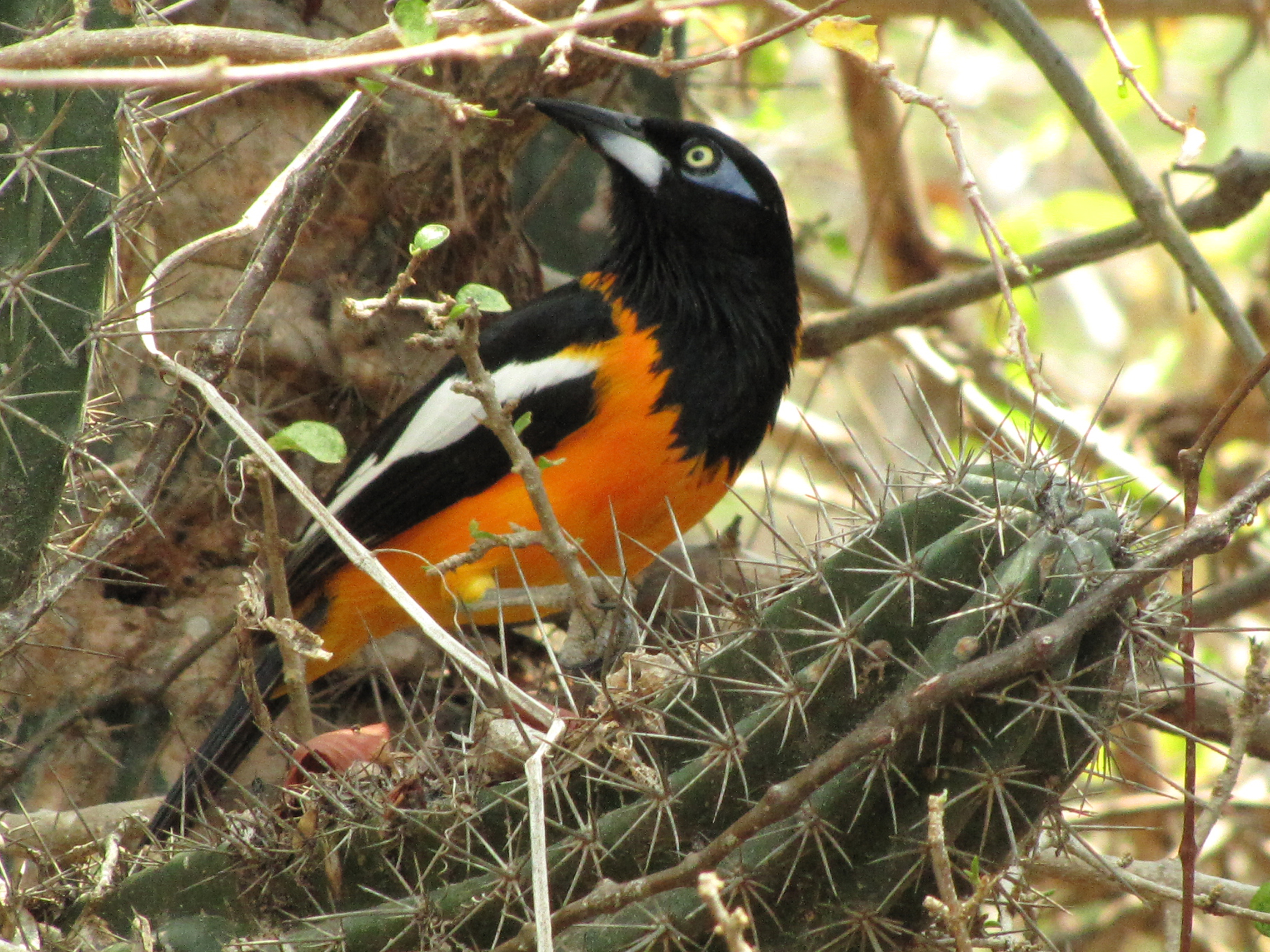
Icterus icterus
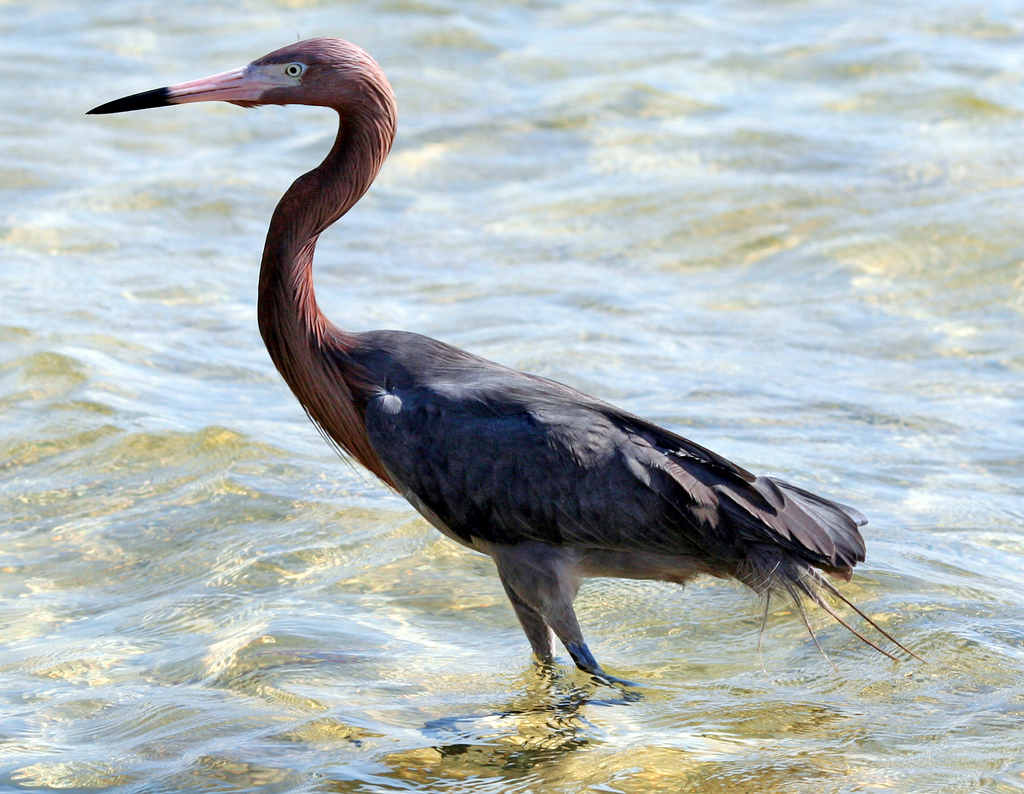
Egretta rufescens
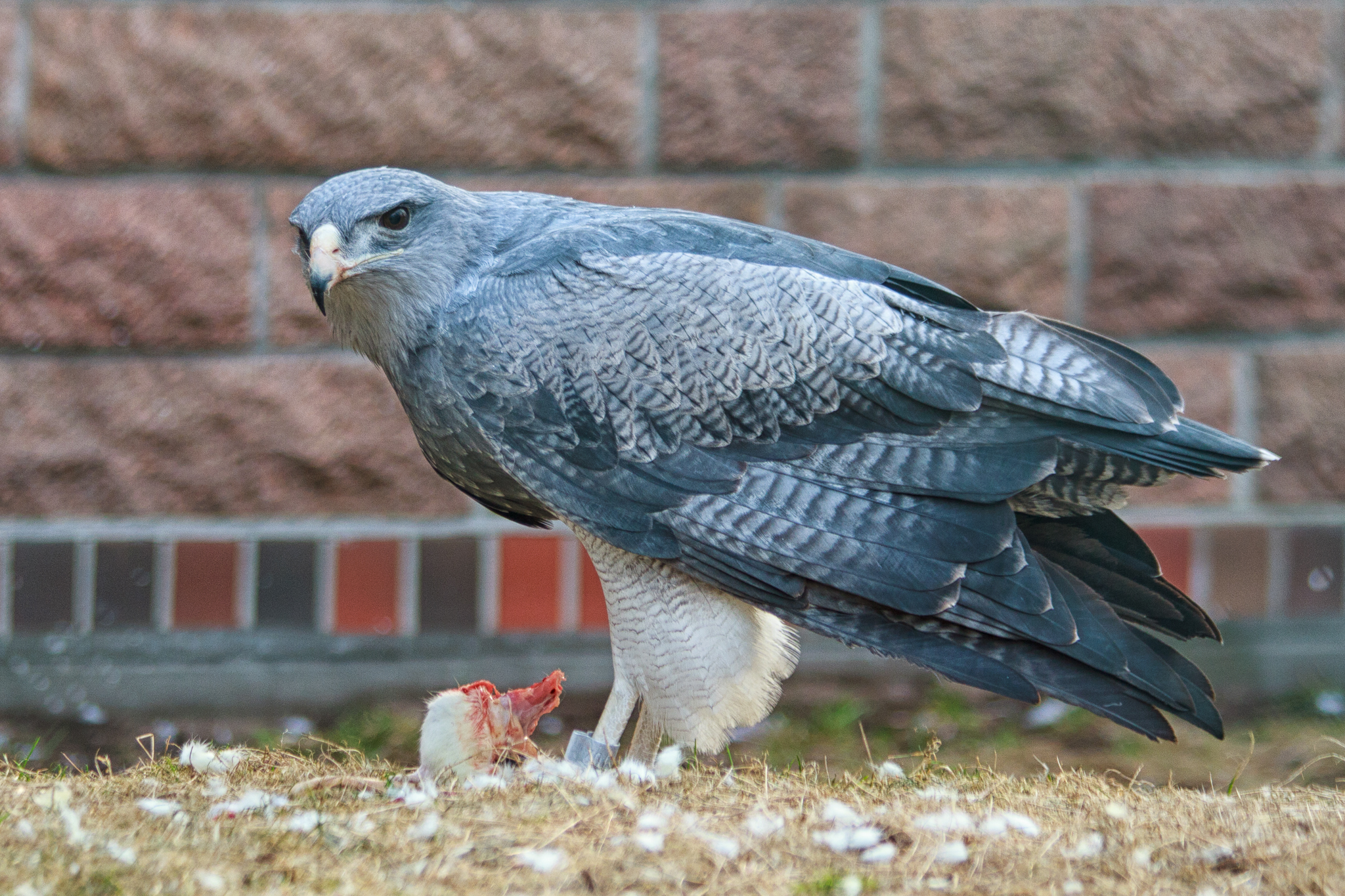
Geranoaetus melanoleucus
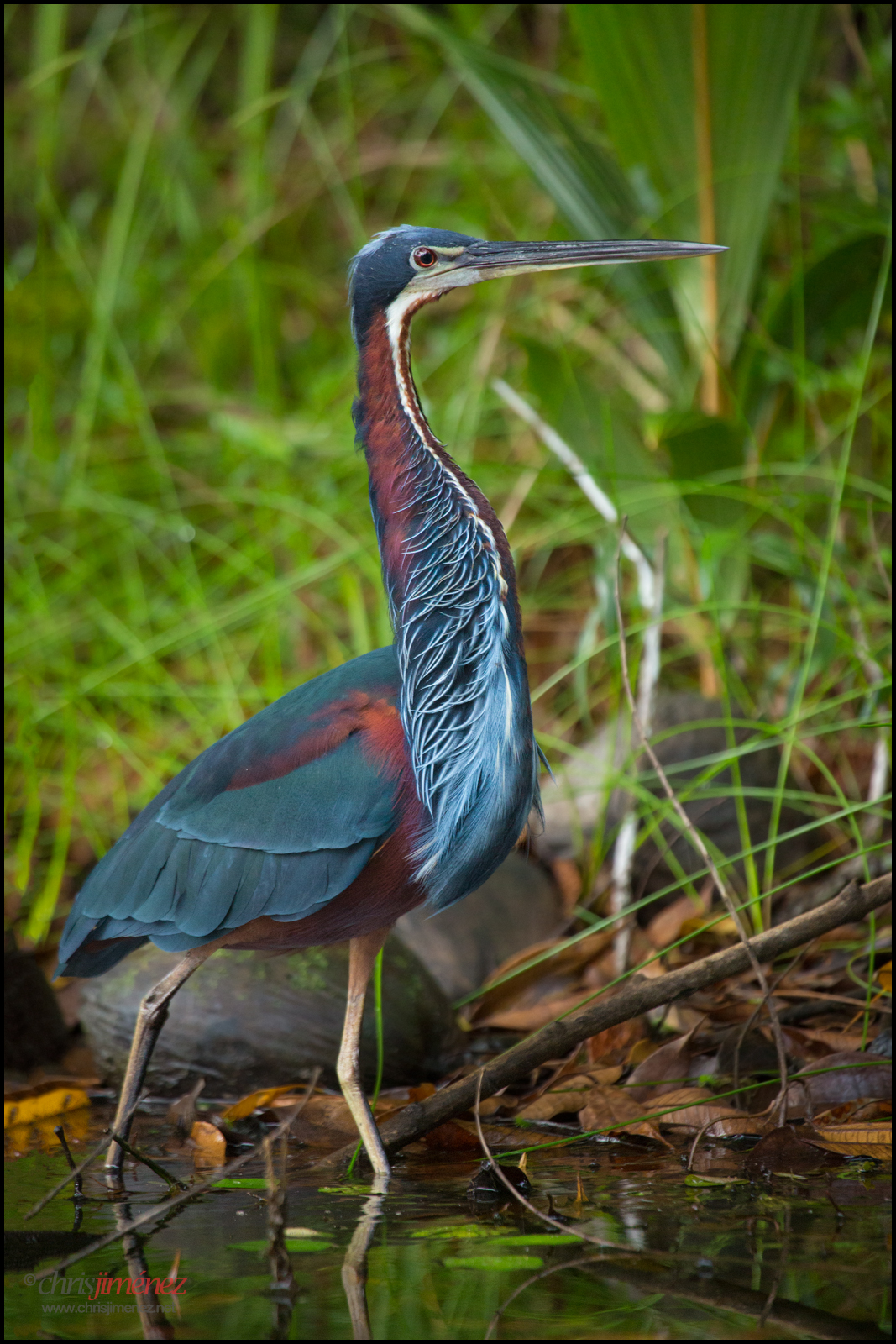
Agamia agami
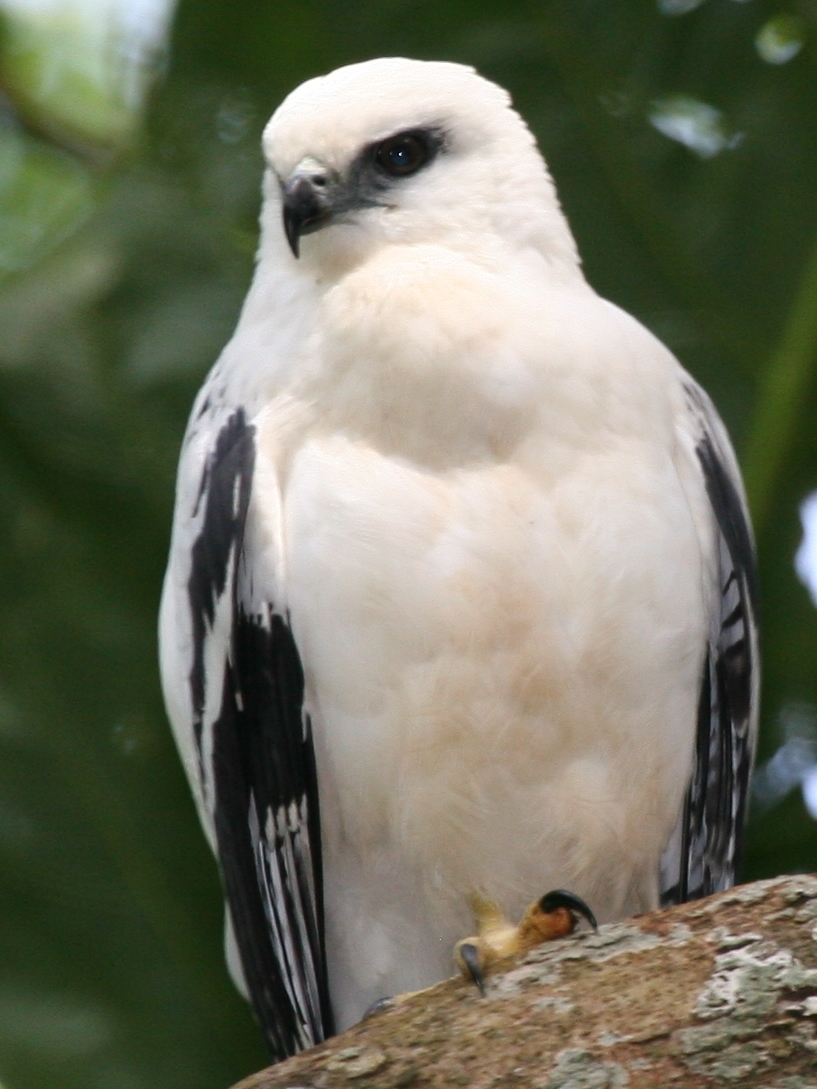
Pseudastur albicollis
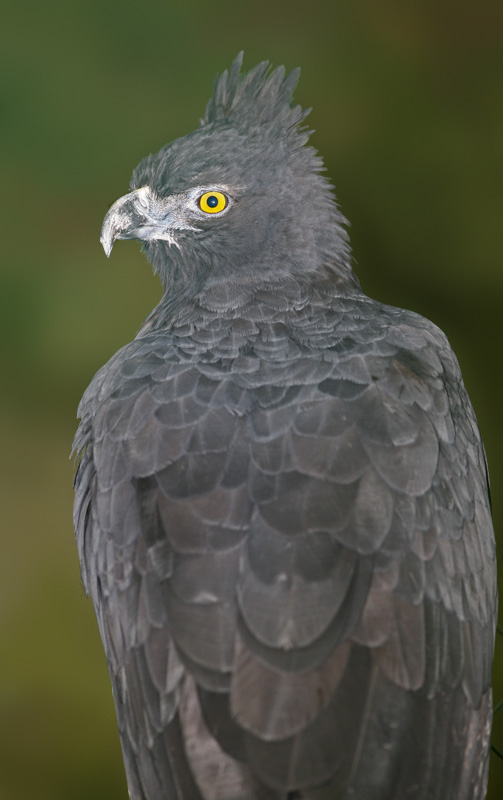
Spizaetus isidori
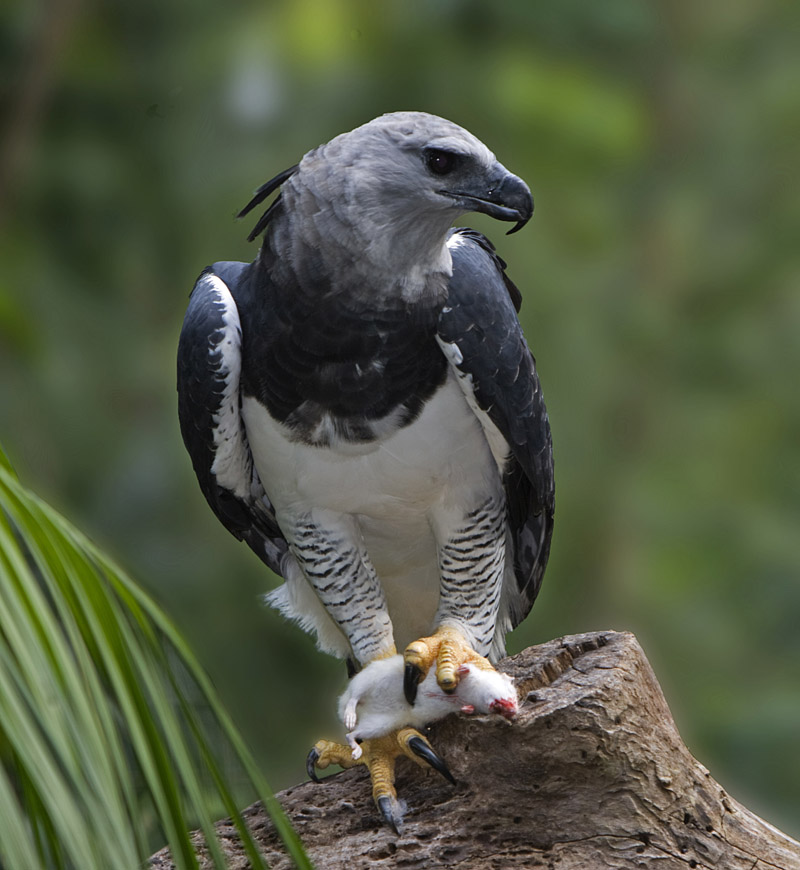
Harpia harpyja
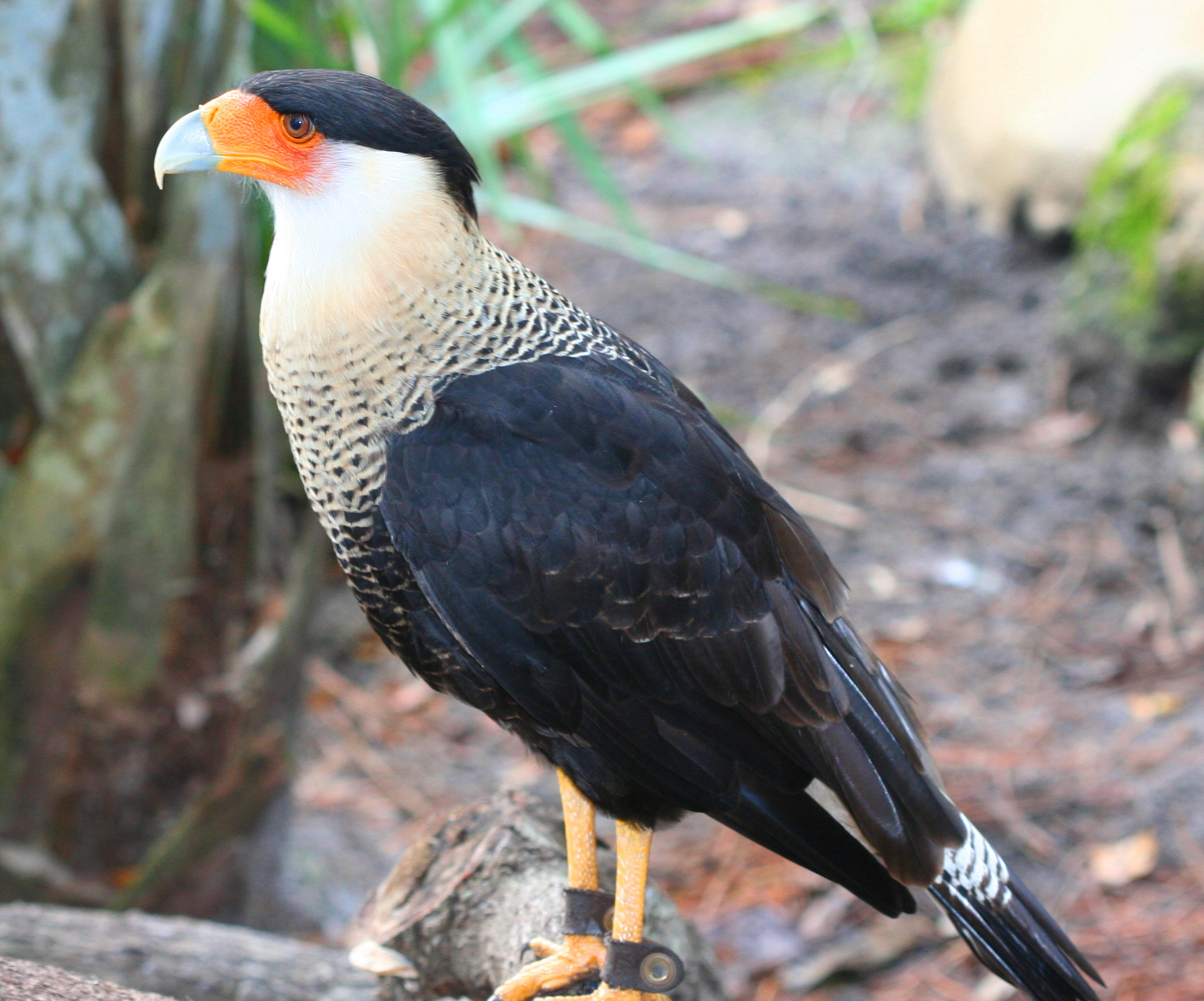
Caracara cheriway
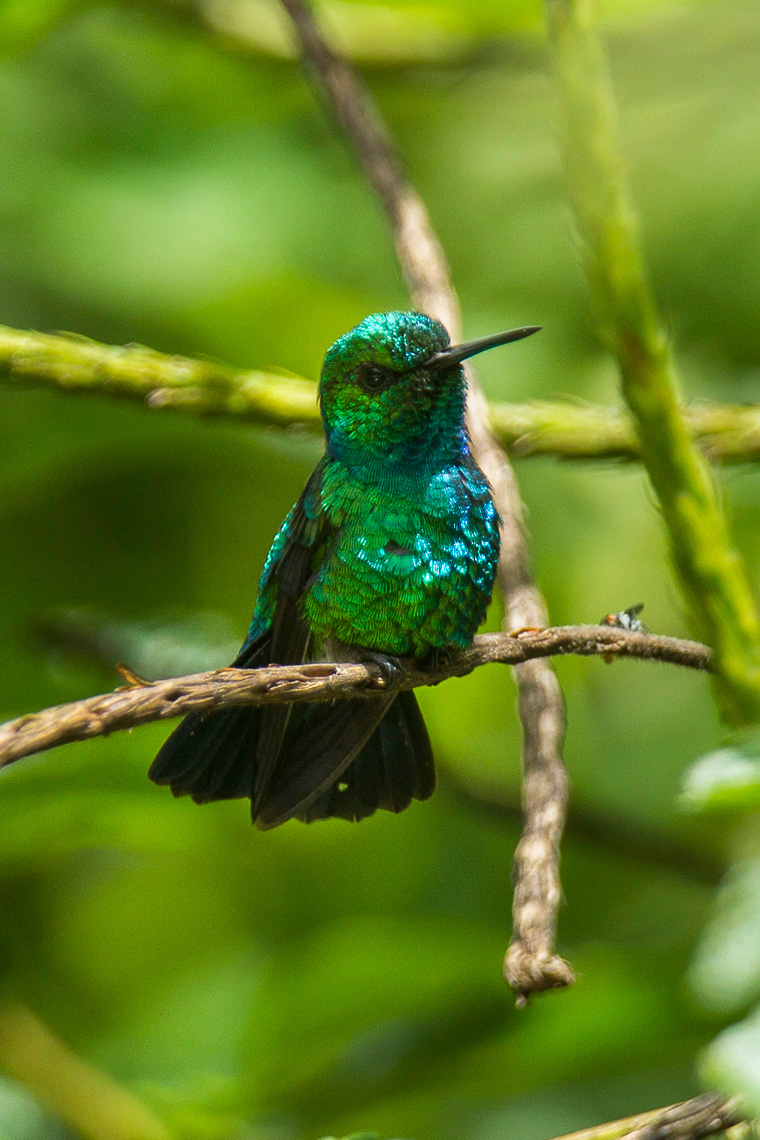
Chlorostilbon mellisugus
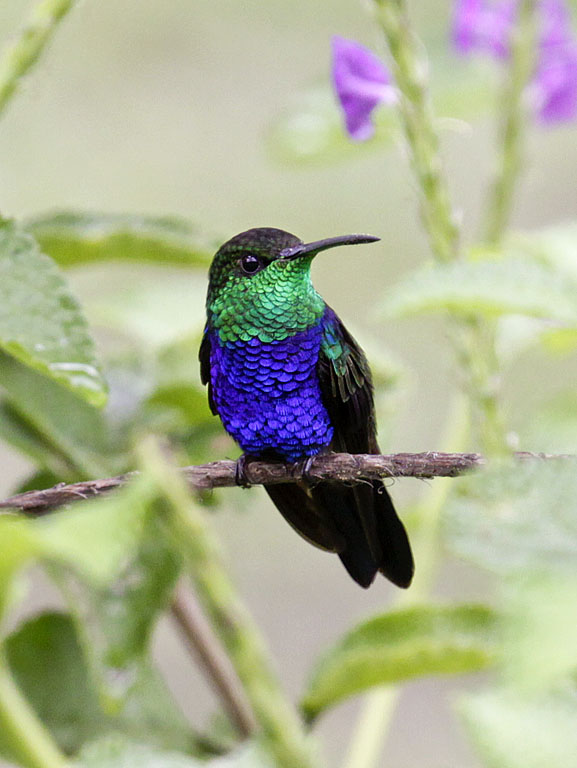
Thalurania furcata
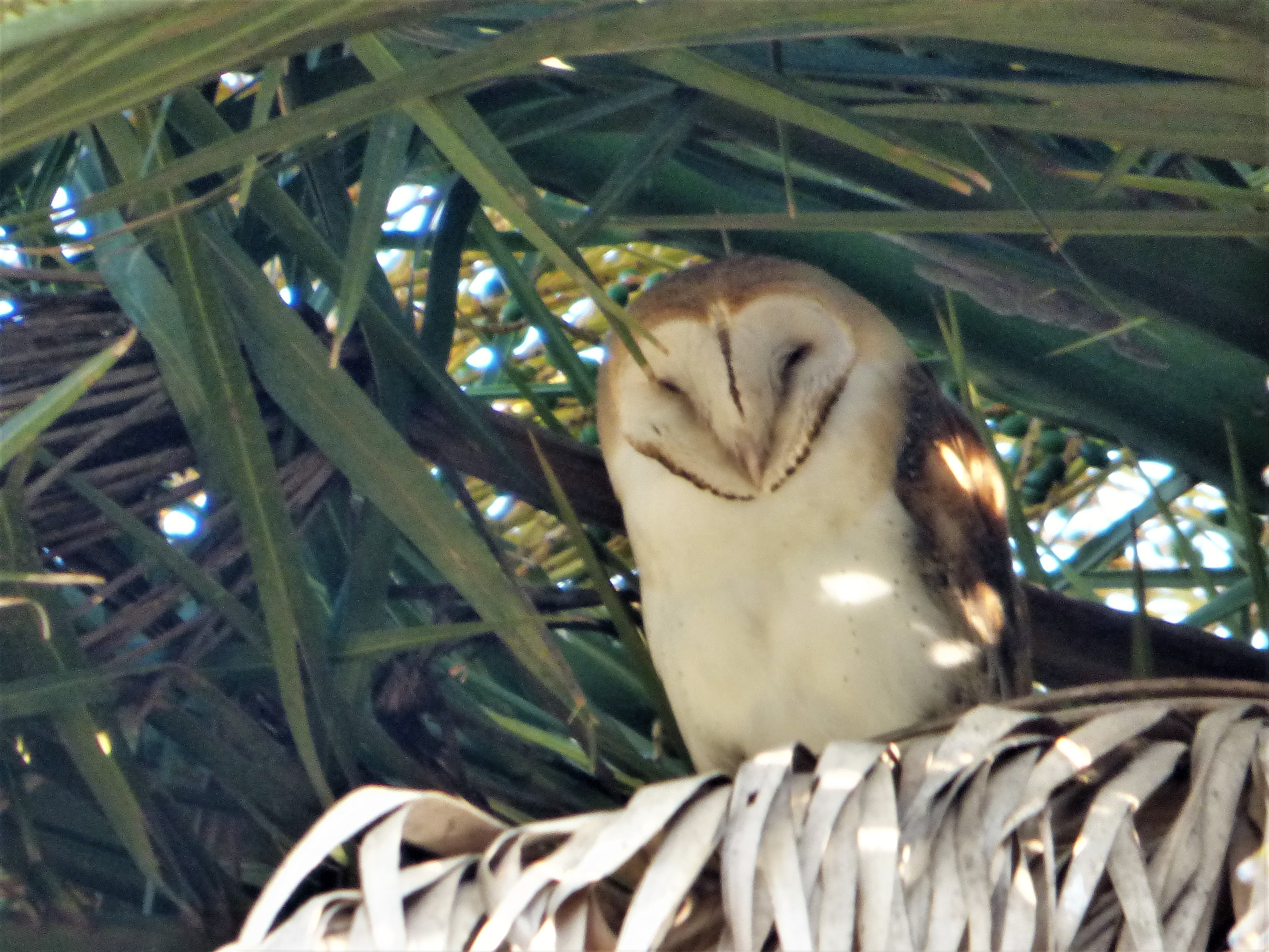
Tyto furcata
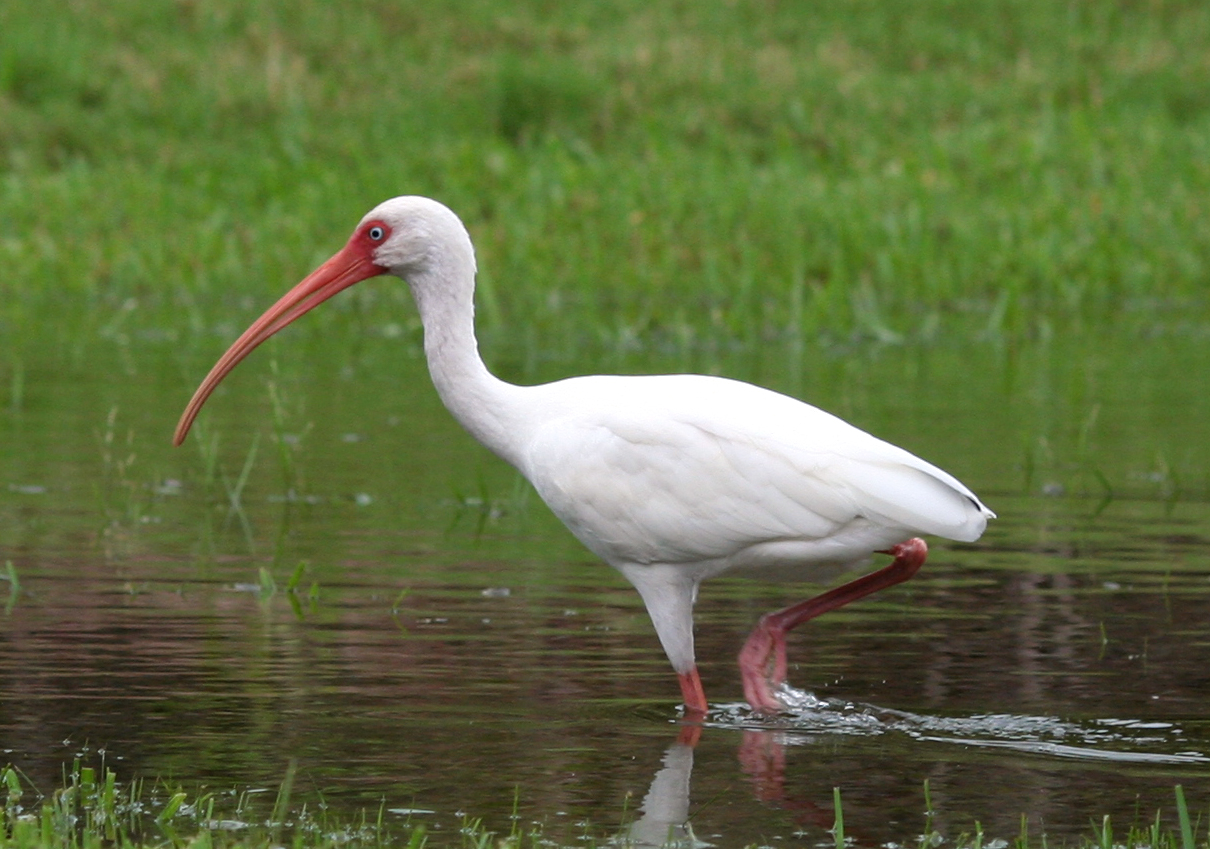
Eudocimus albus
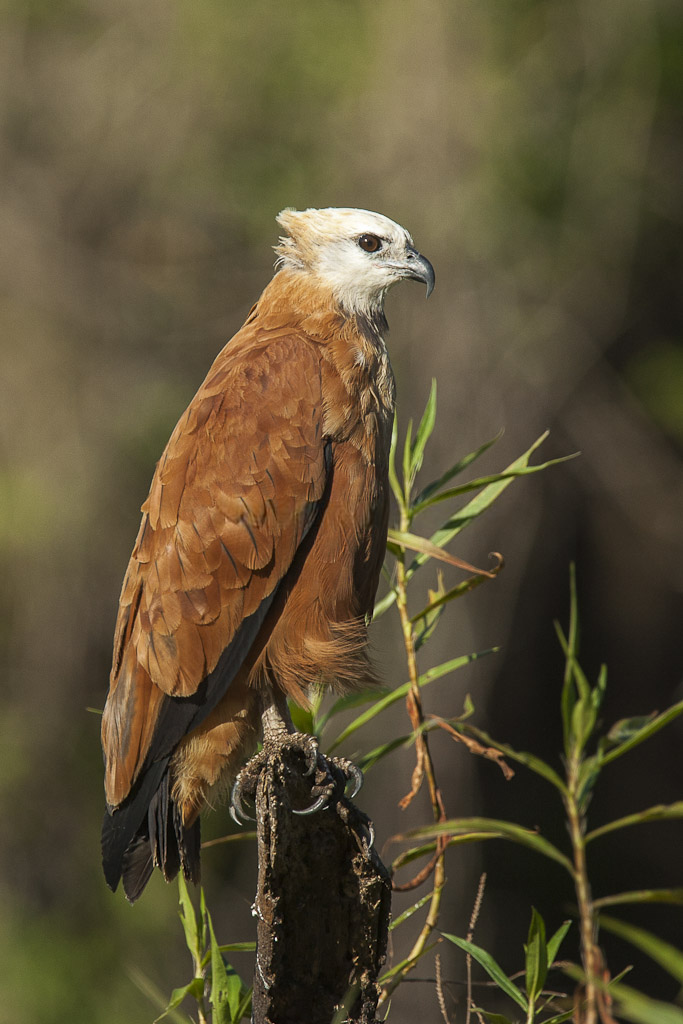
Busarellus nigricollis
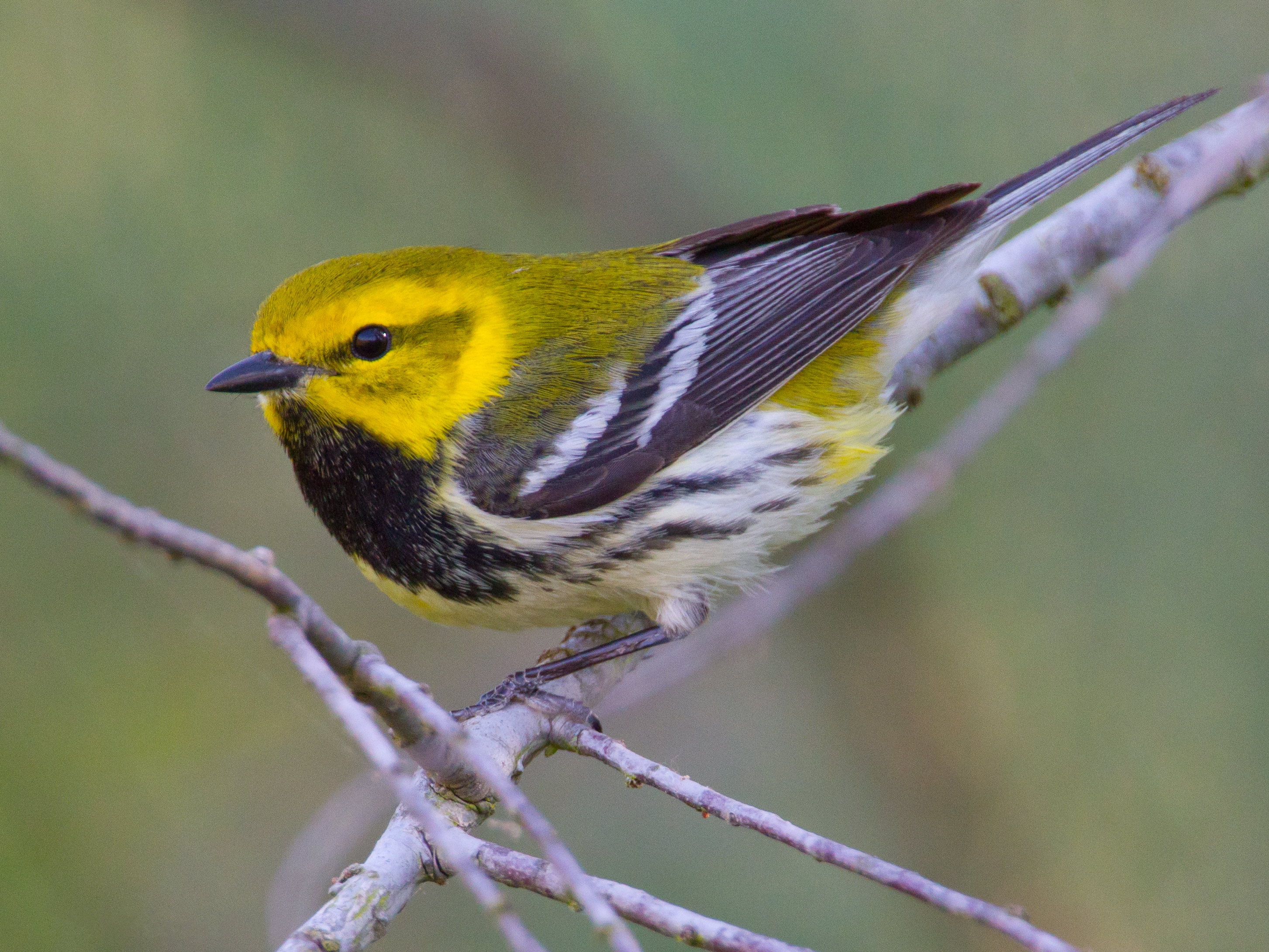
Setophaga virens
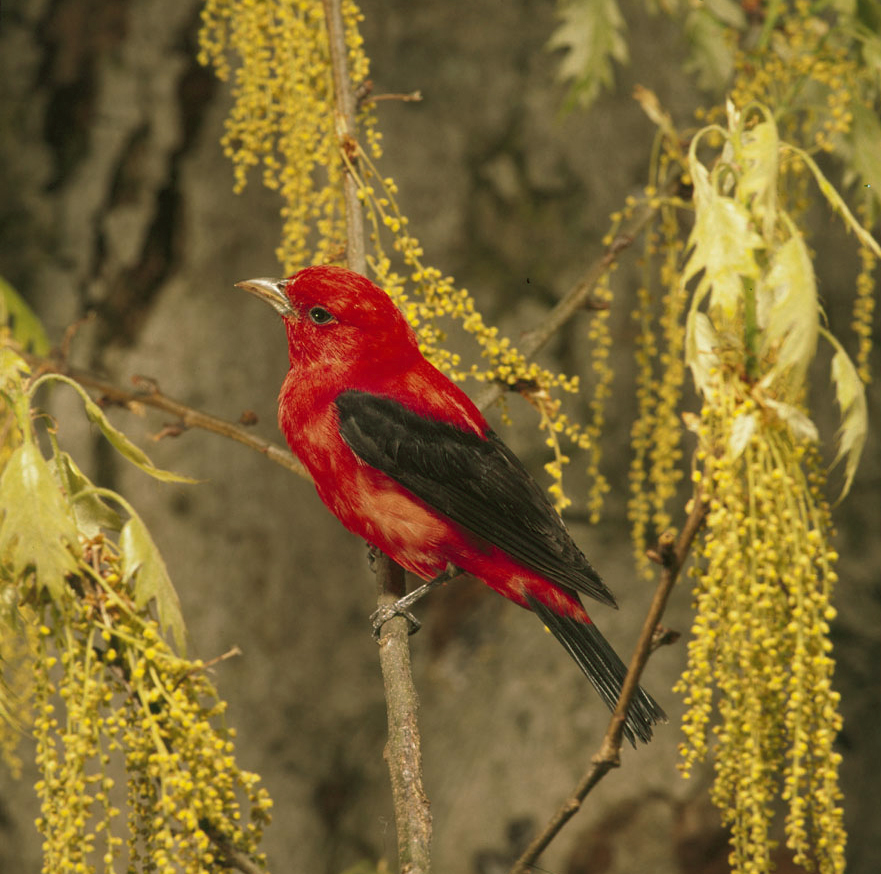
Piranga olivacea
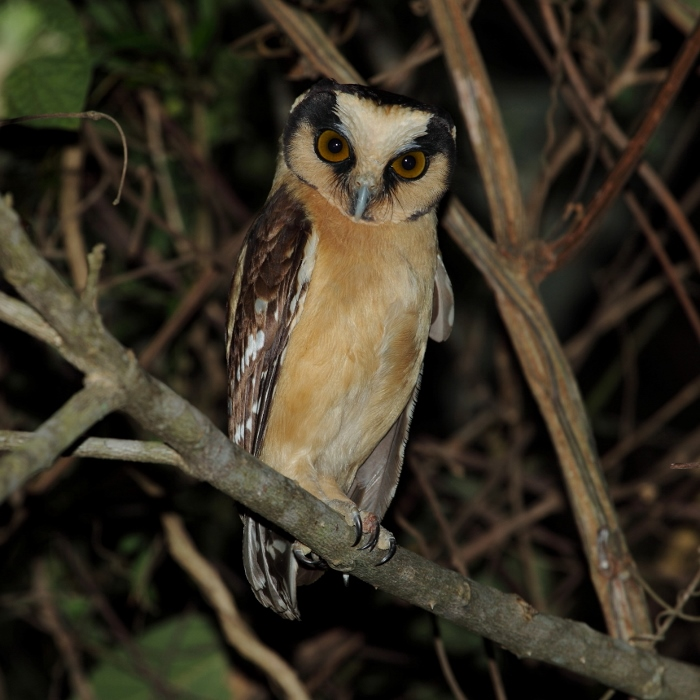
Aegolius harrisii
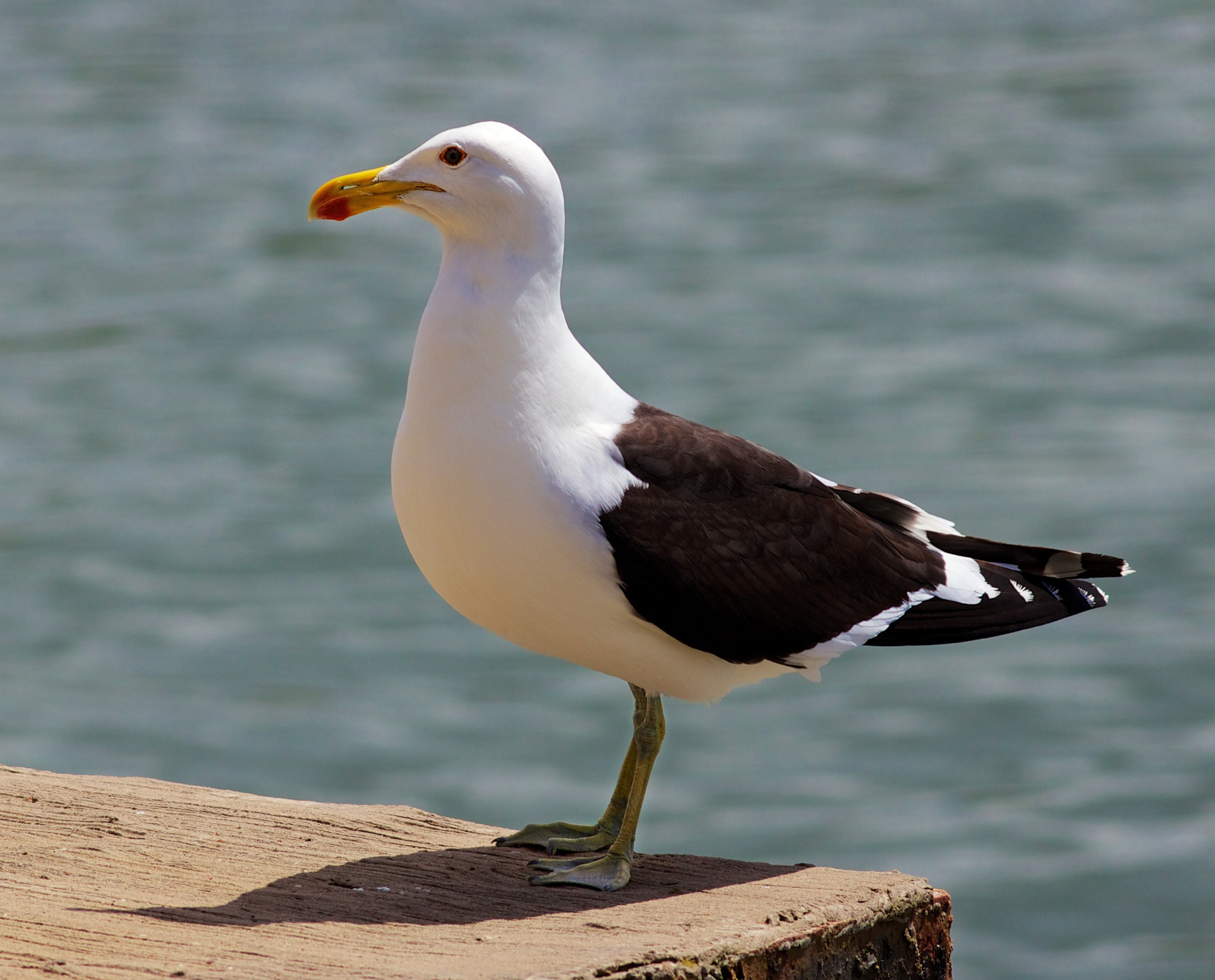
Larus dominicanus
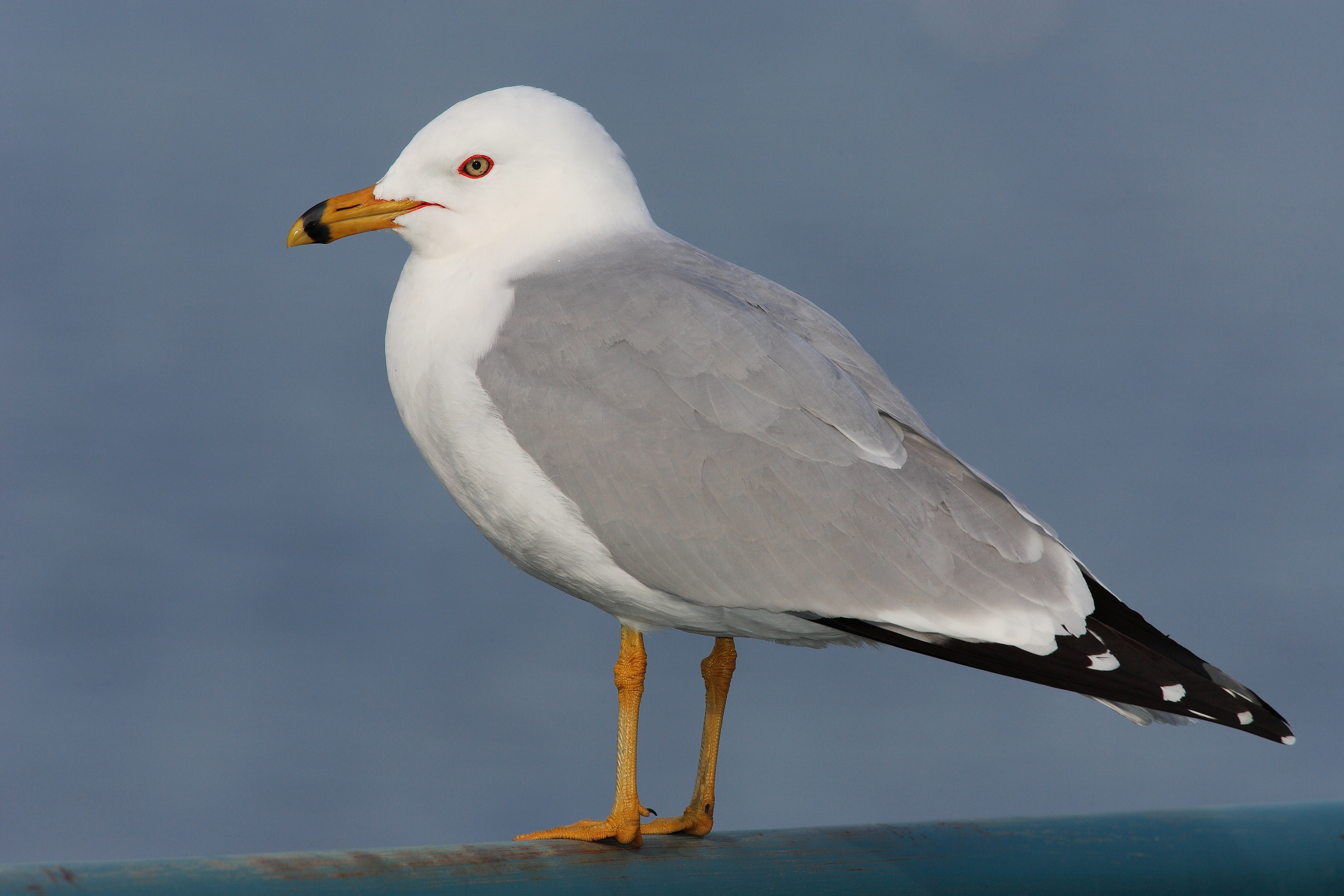
Larus delawarensis
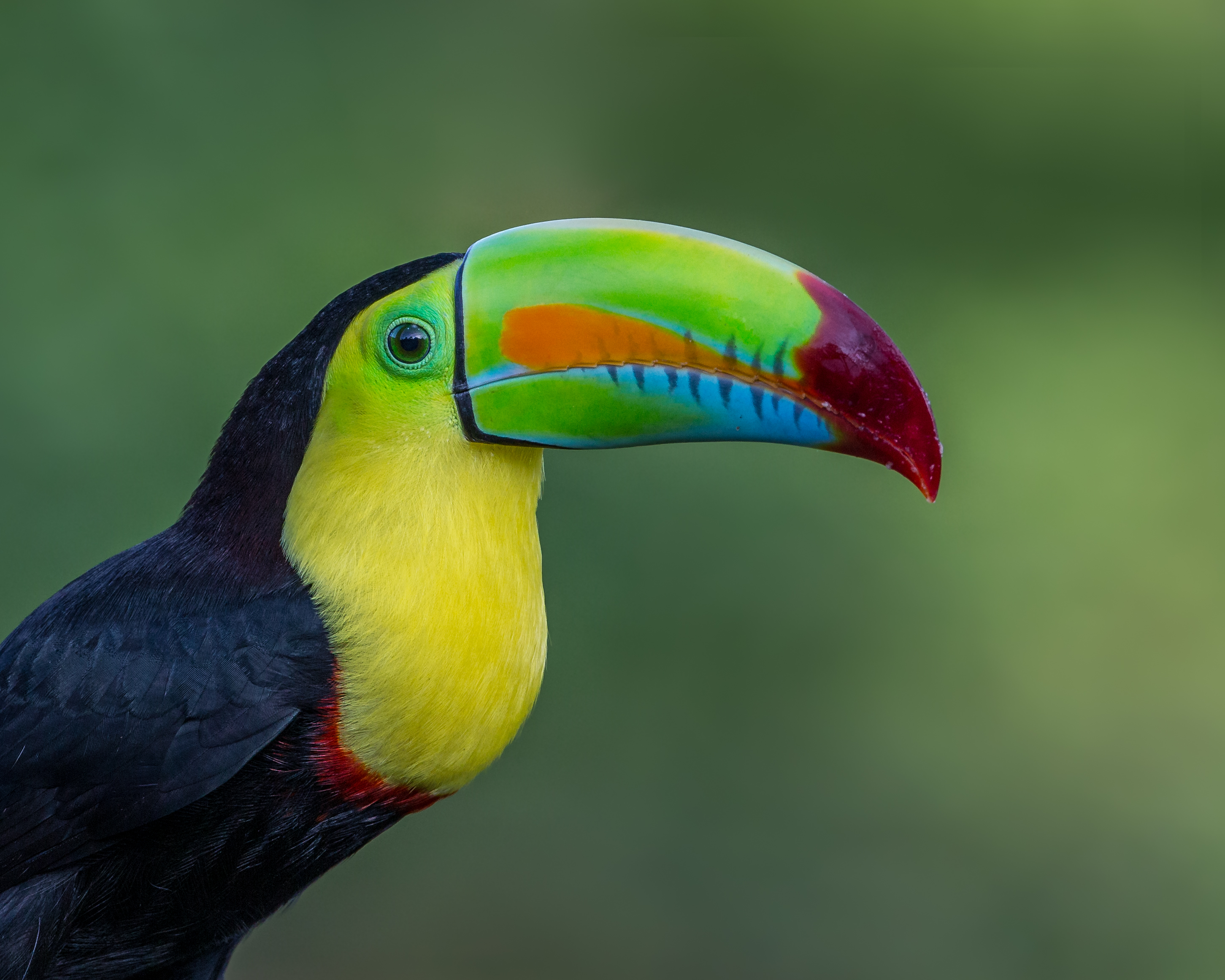
Ramphastos sulfuratus
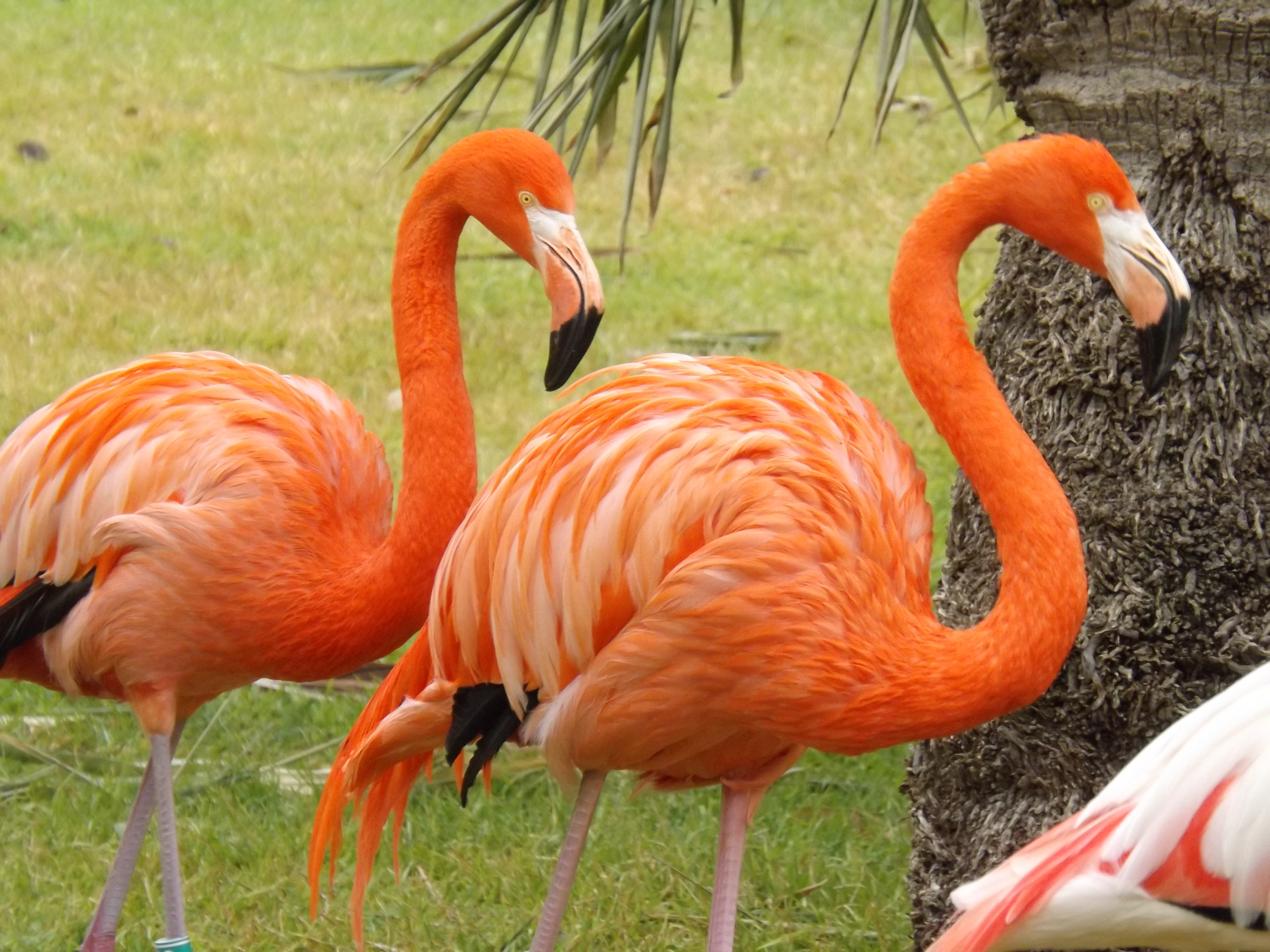
Phoenicopterus
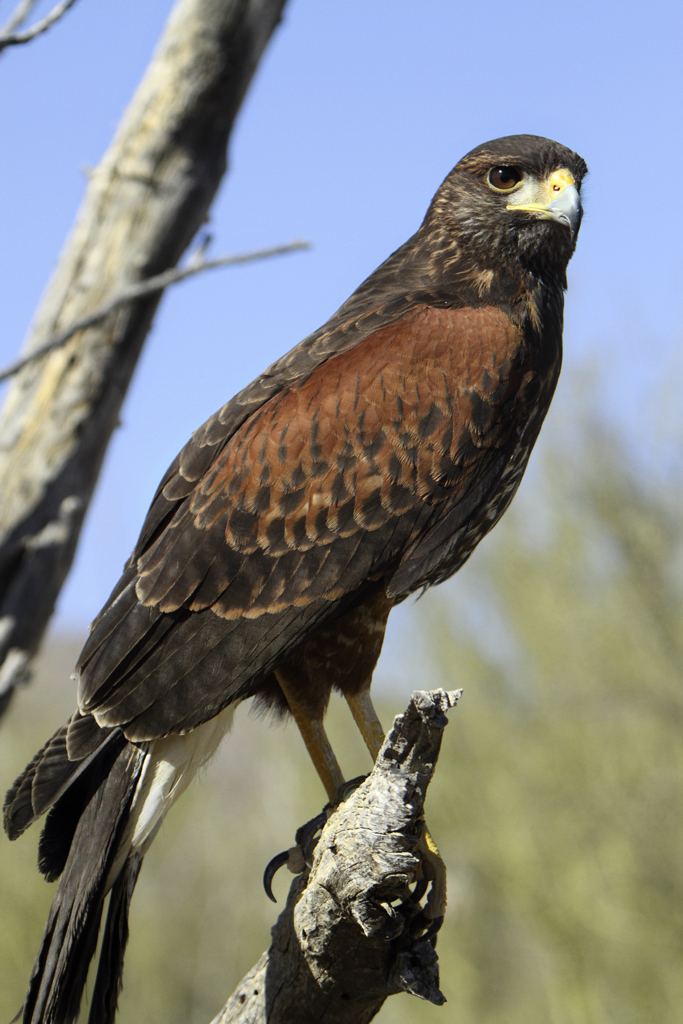
Parabuteo unicinctus
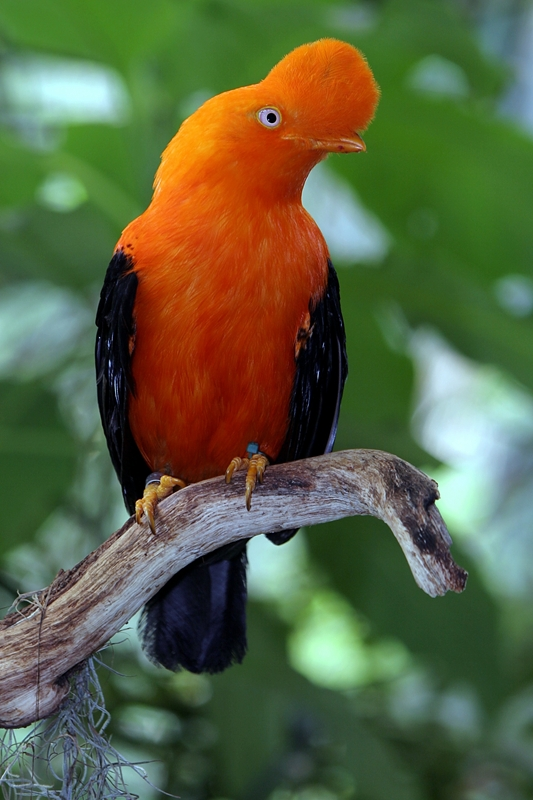
Rupicola peruviana
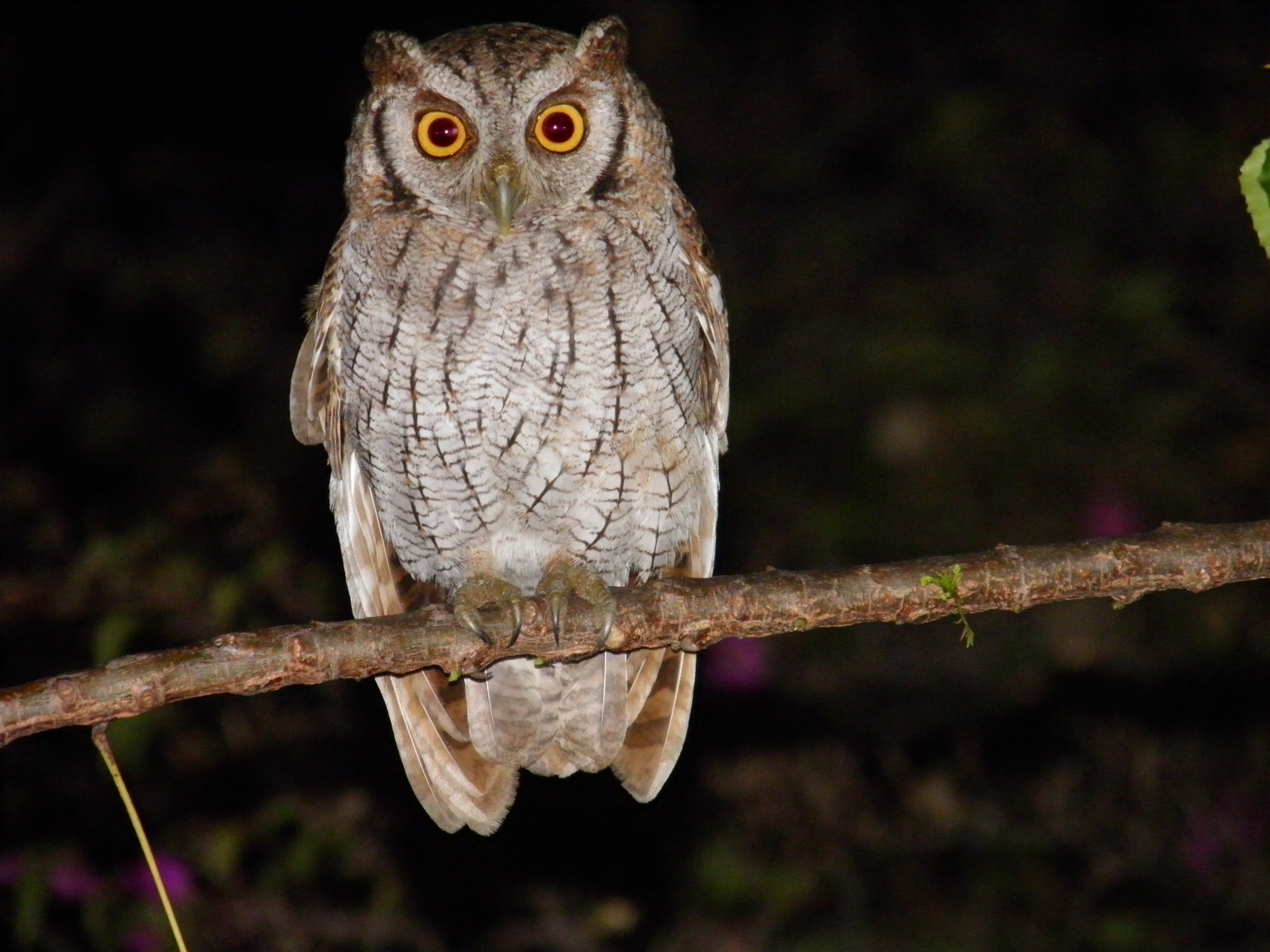
Megascops choliba
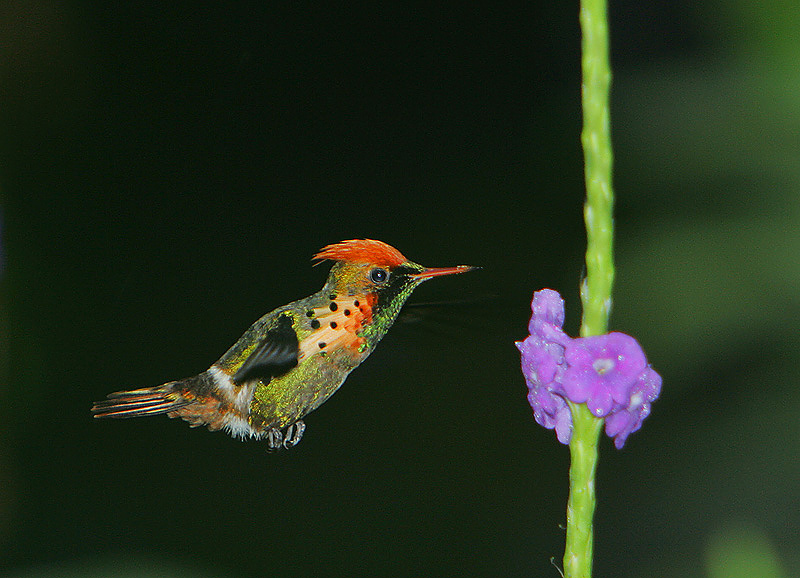
Lophornis ornatus
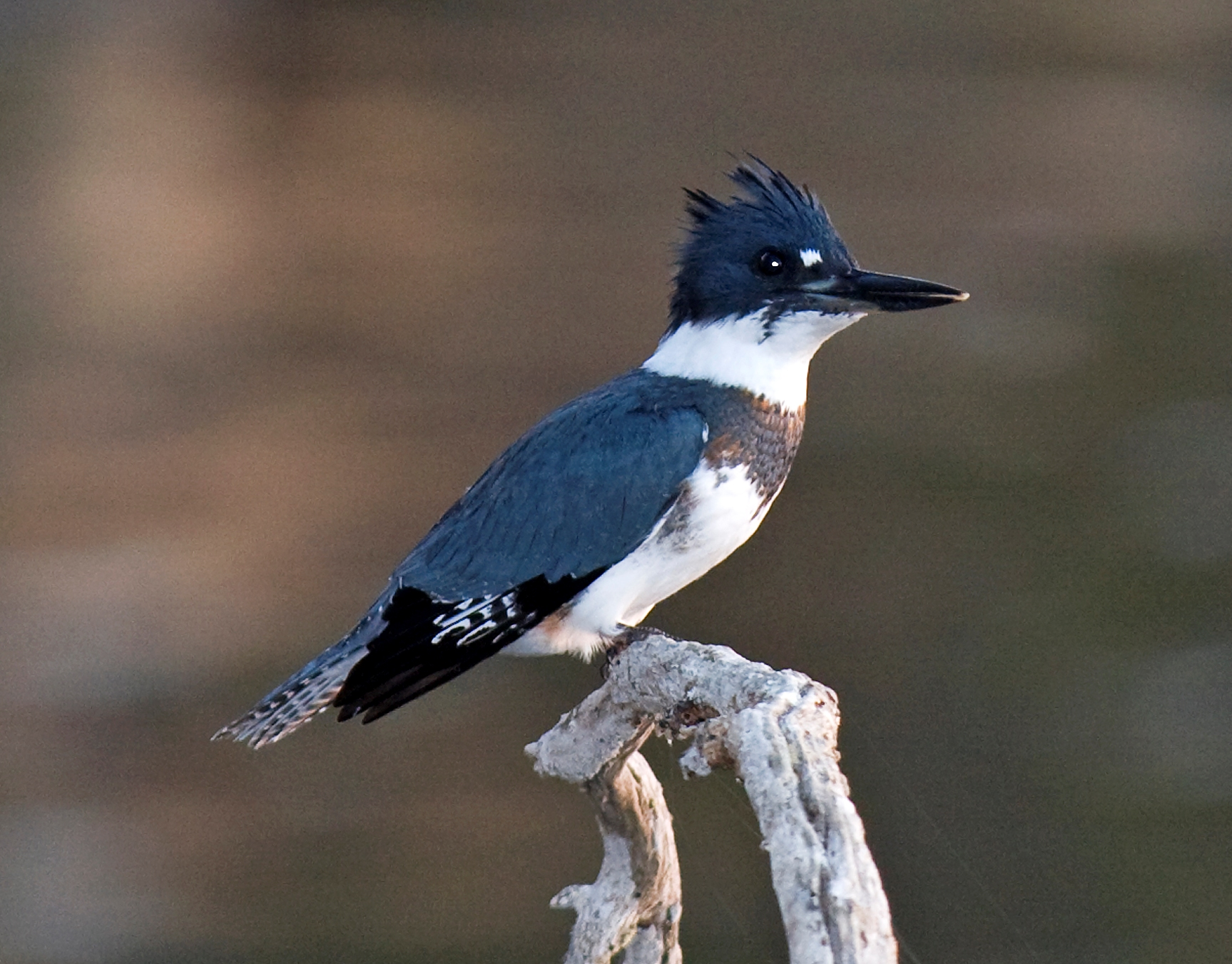
Megaceryle alcyon
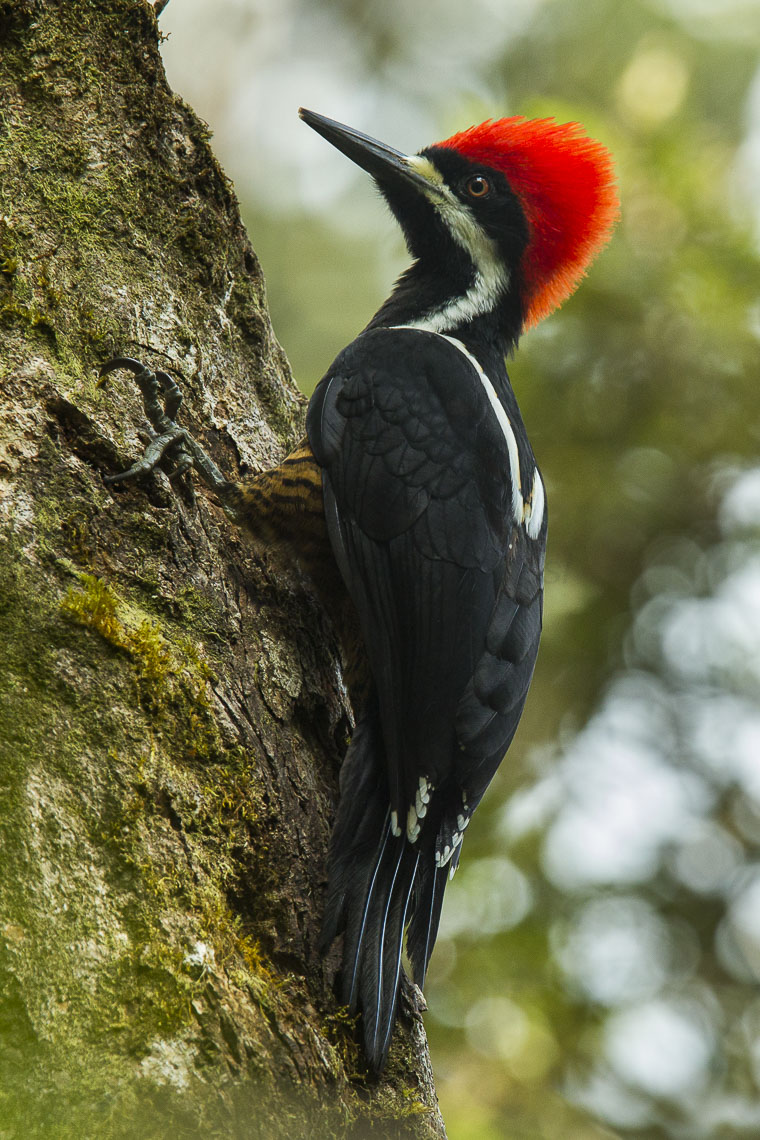
Campephilus pollens
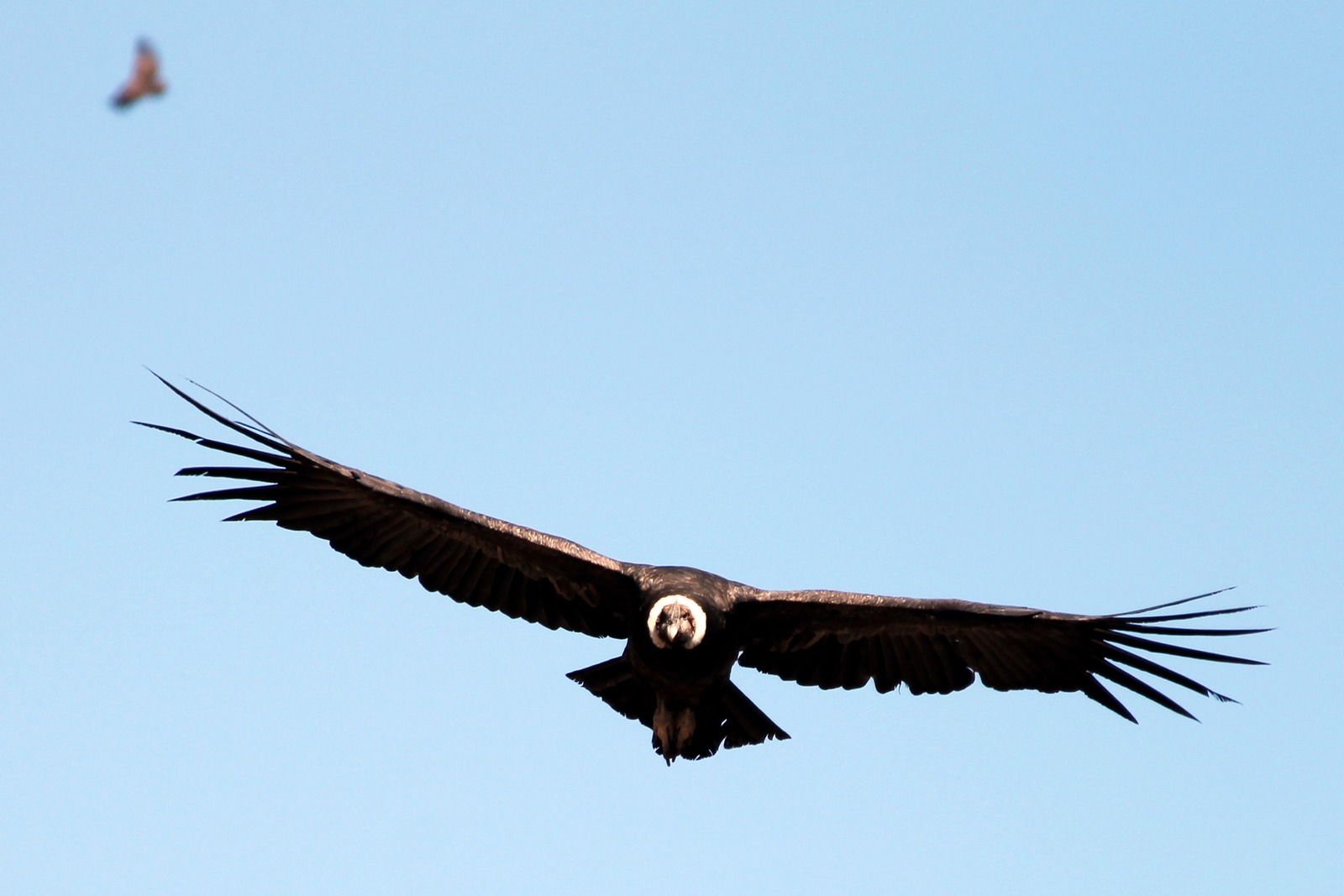
Vultur gryphus
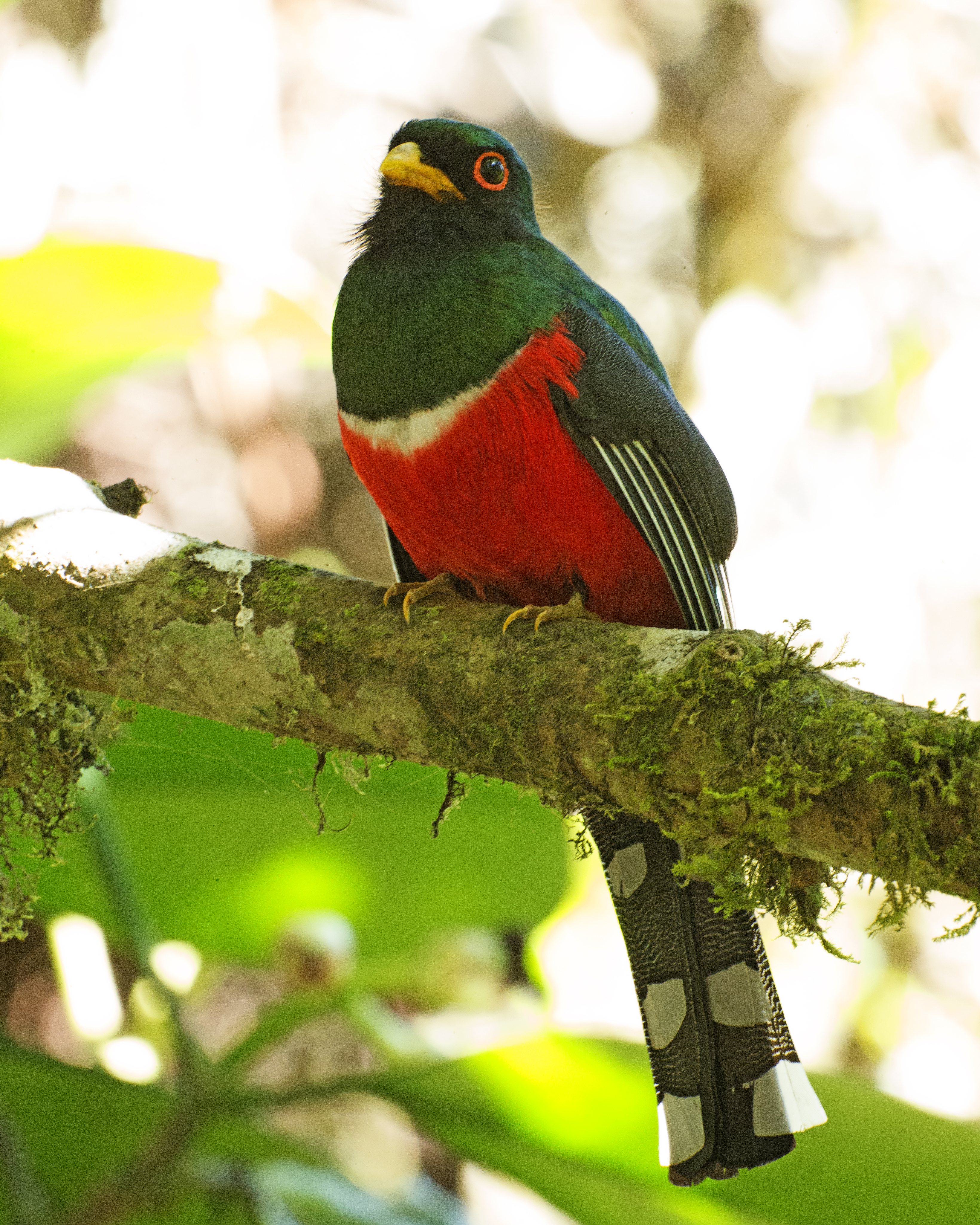
Trogon personatus

### Mamíferos
En Venezuela hay unas 400 especies de mamíferos, de las cuales una se encuentra en la categoría de críticamente amenazada, hay seis mamíferos amenazados, diecinueve identificados como vulnerables y cuatro casi amenazados. Venezuela se encuentra entre los 15 países del mundo con más especies de mamíferos.

Algunos Mamíferos que habitan en Venezuela
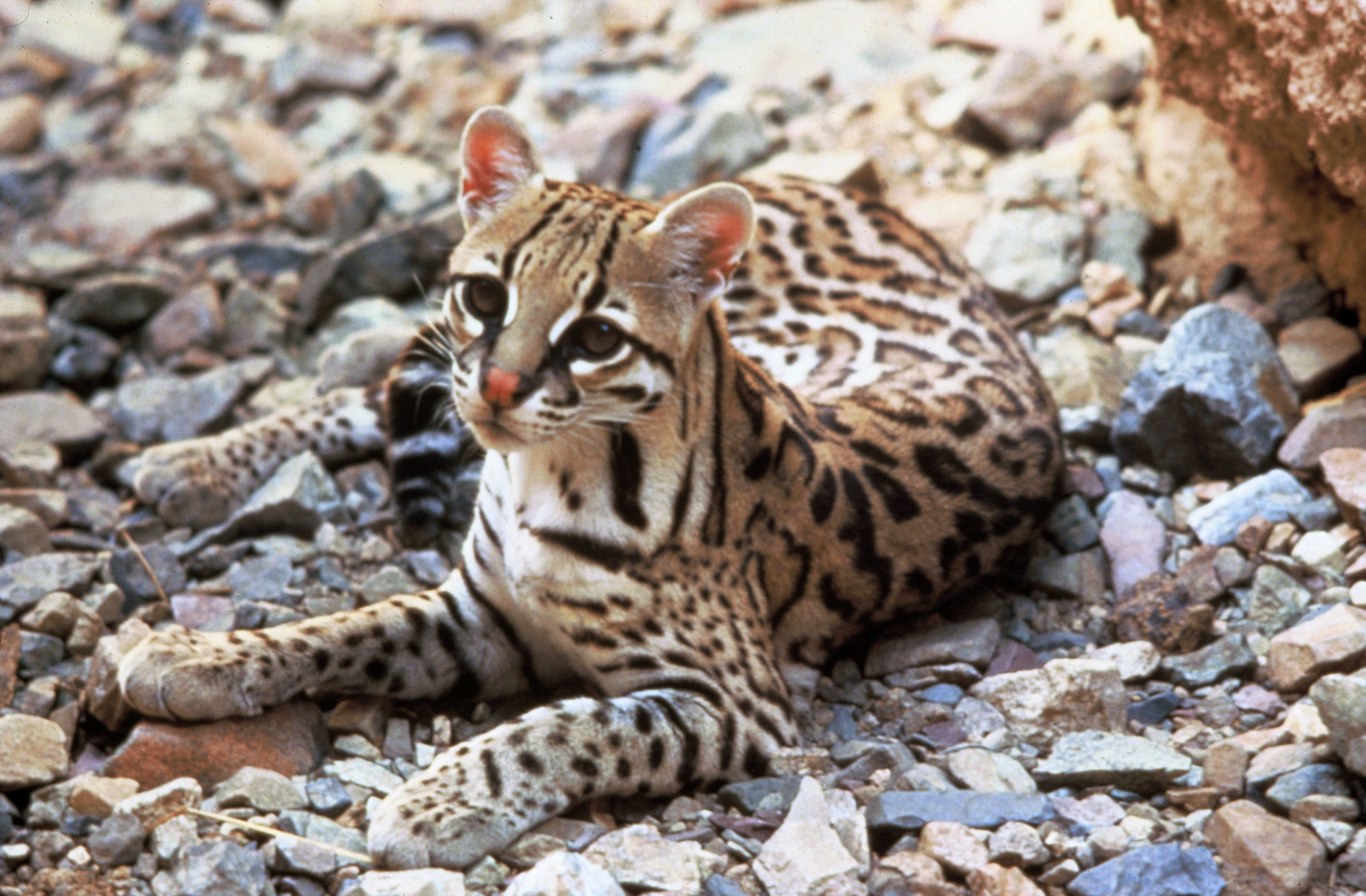
Leopardus pardalis
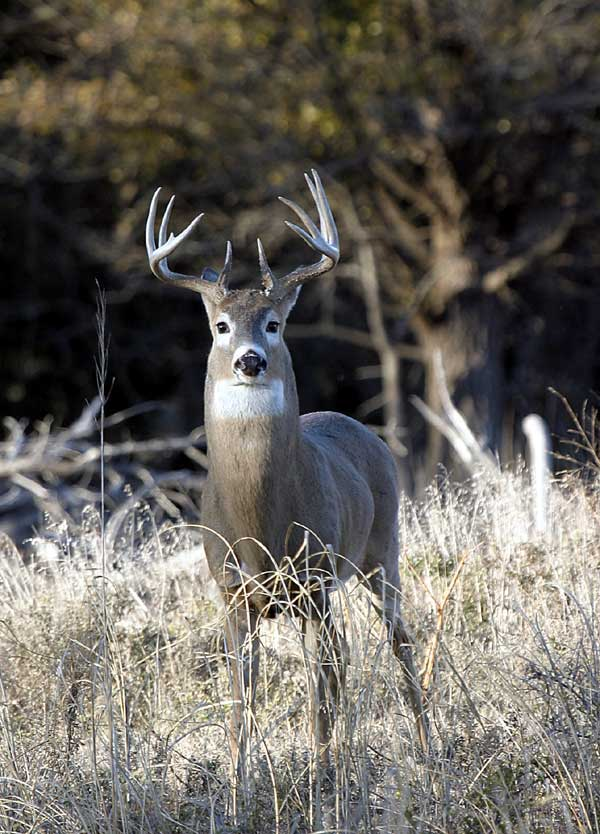
Odocoileus virginianus
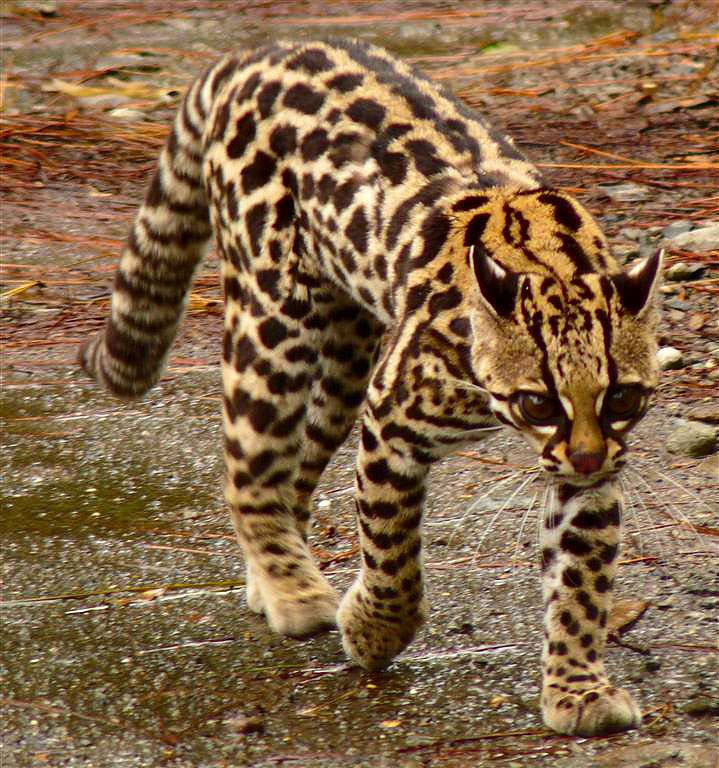
Leopardus tigrinus
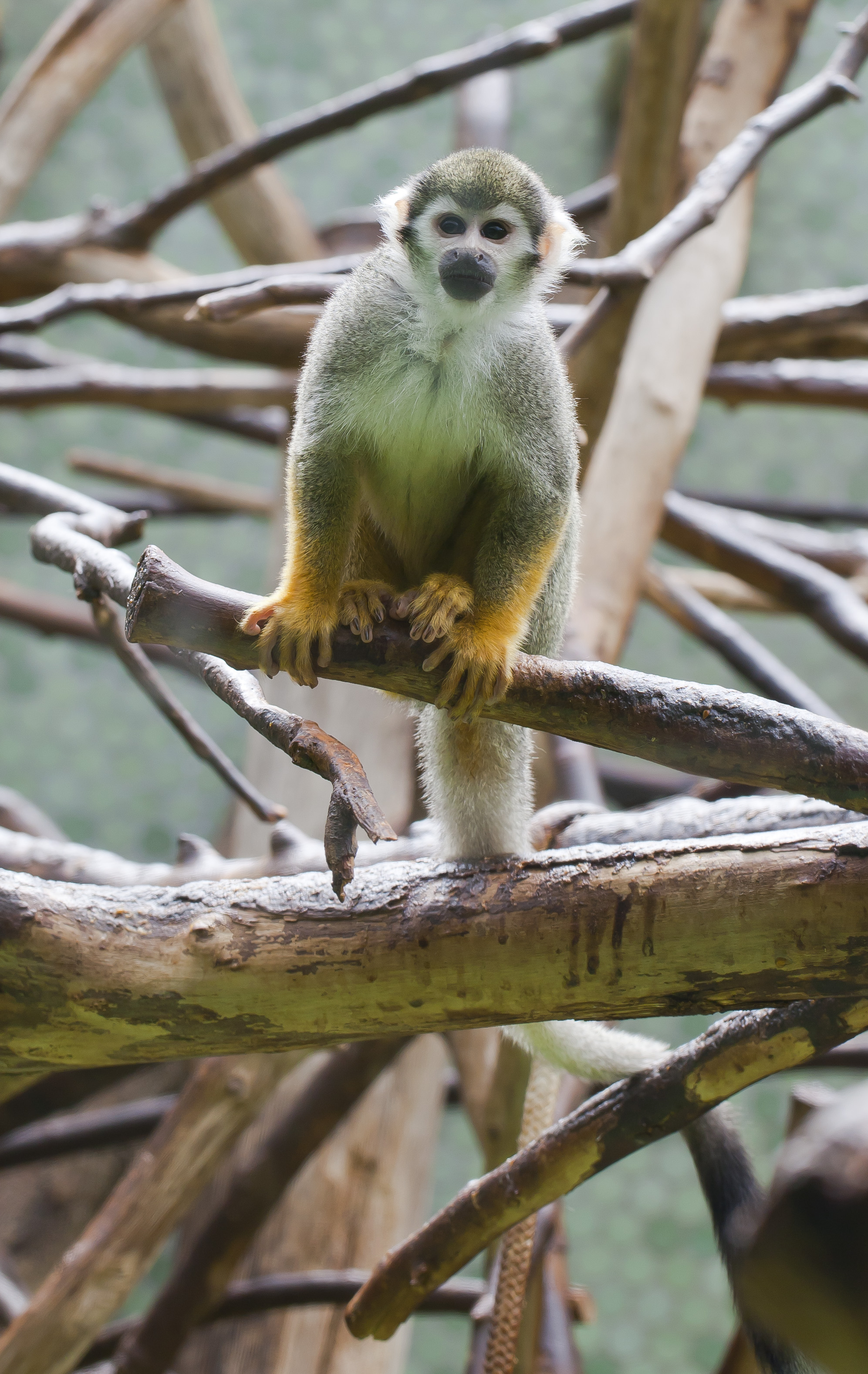
Saimiri sciureus
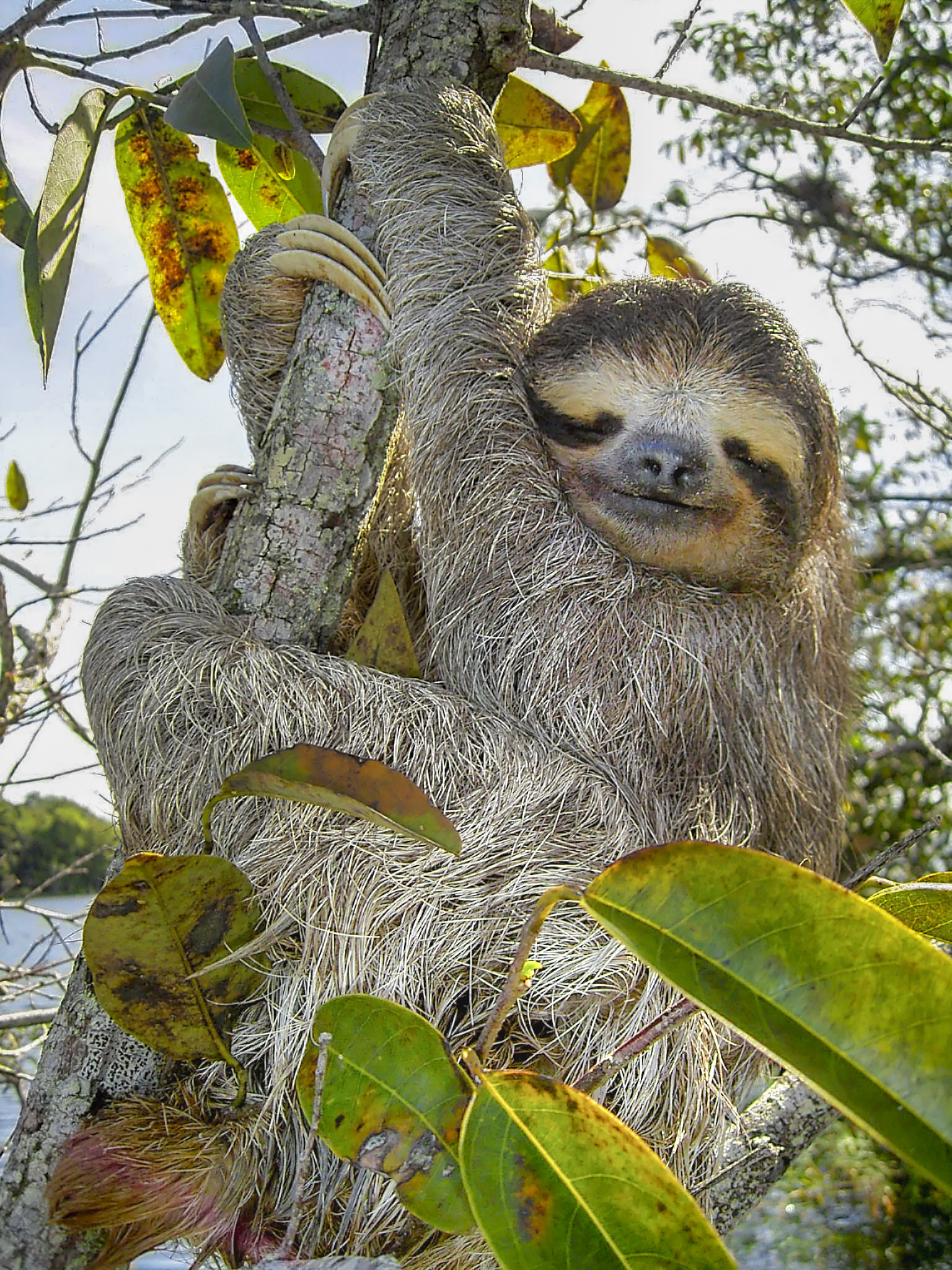
Bradypus tridactylus
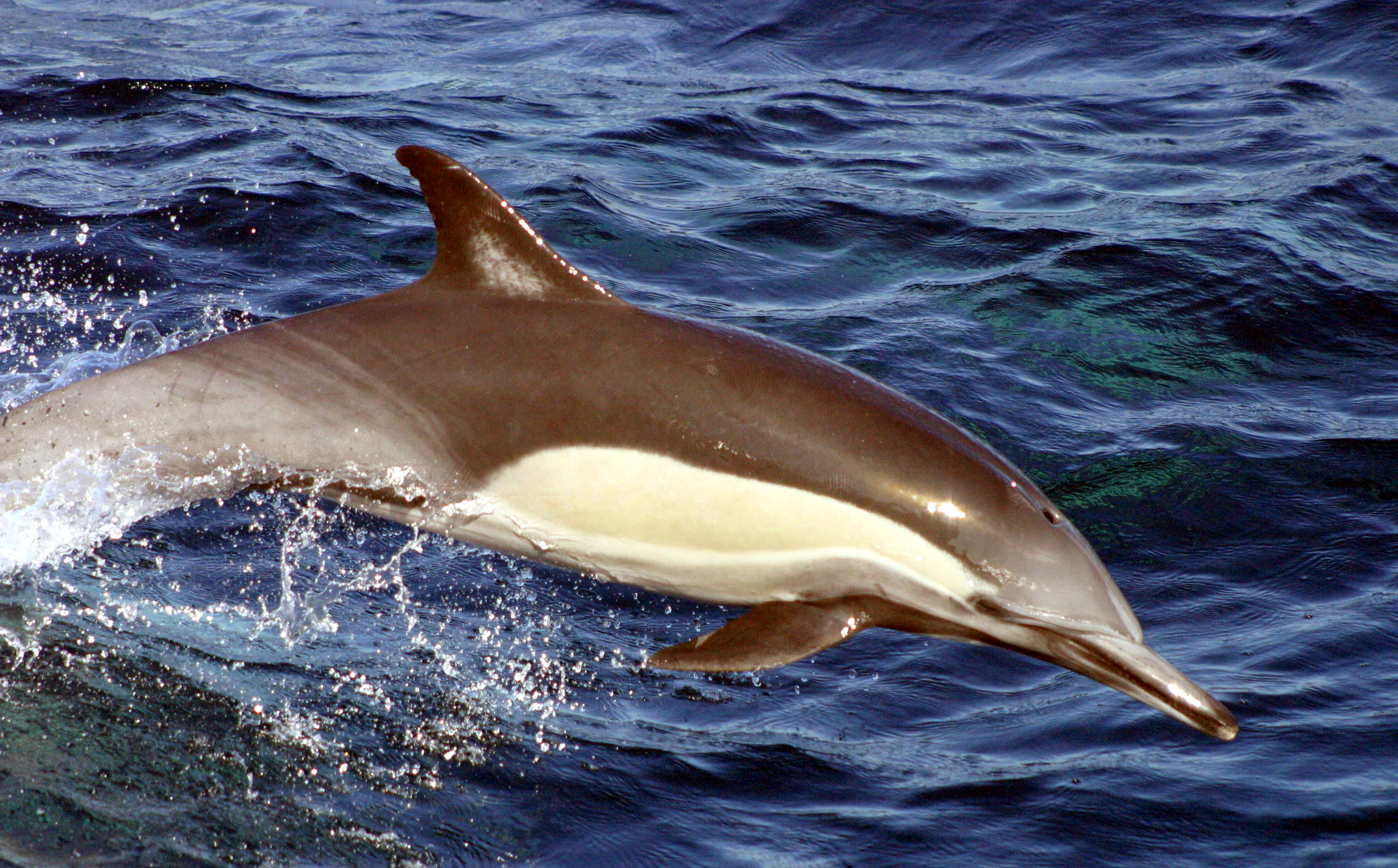
Delphinus capensis
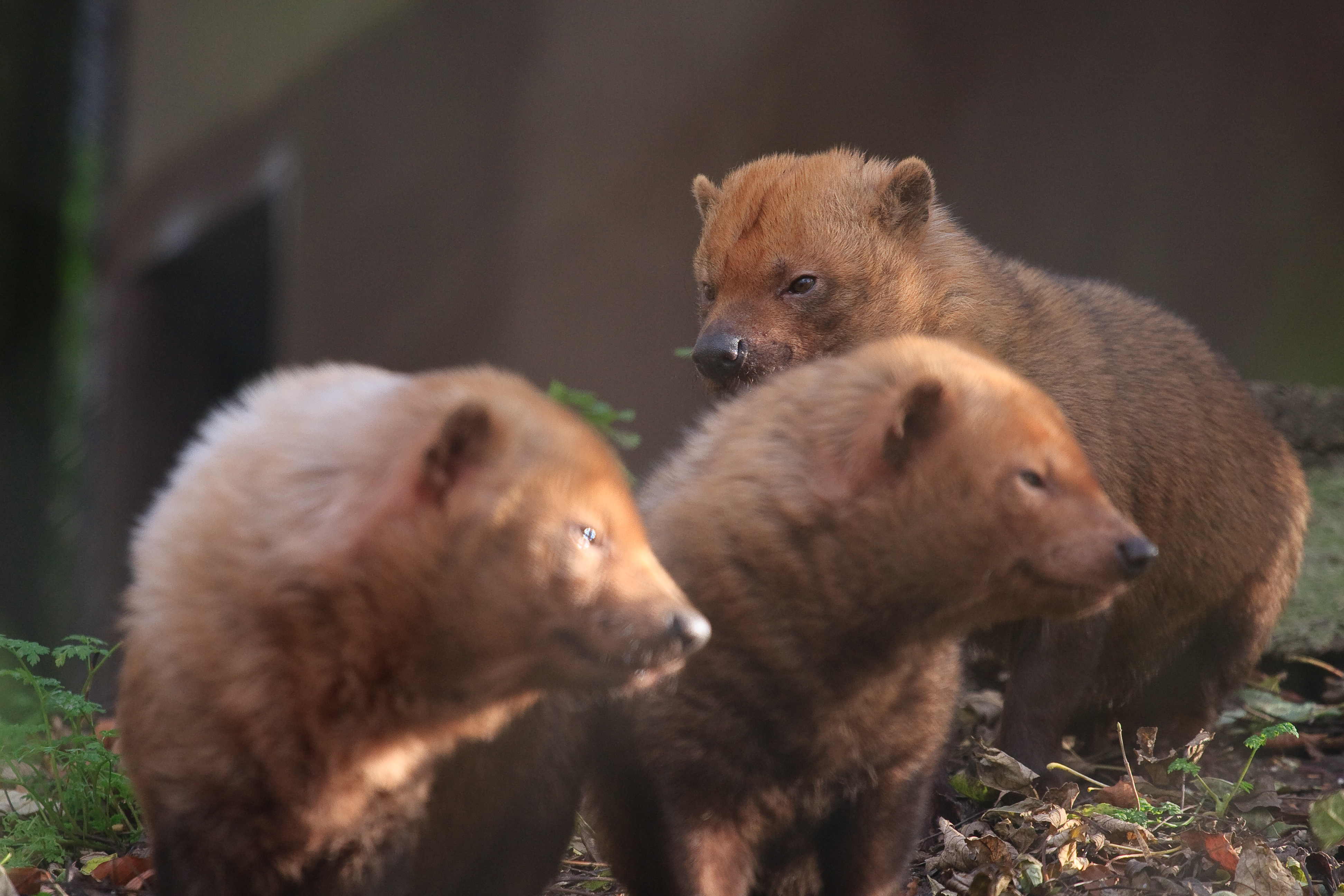
Speothos venaticus
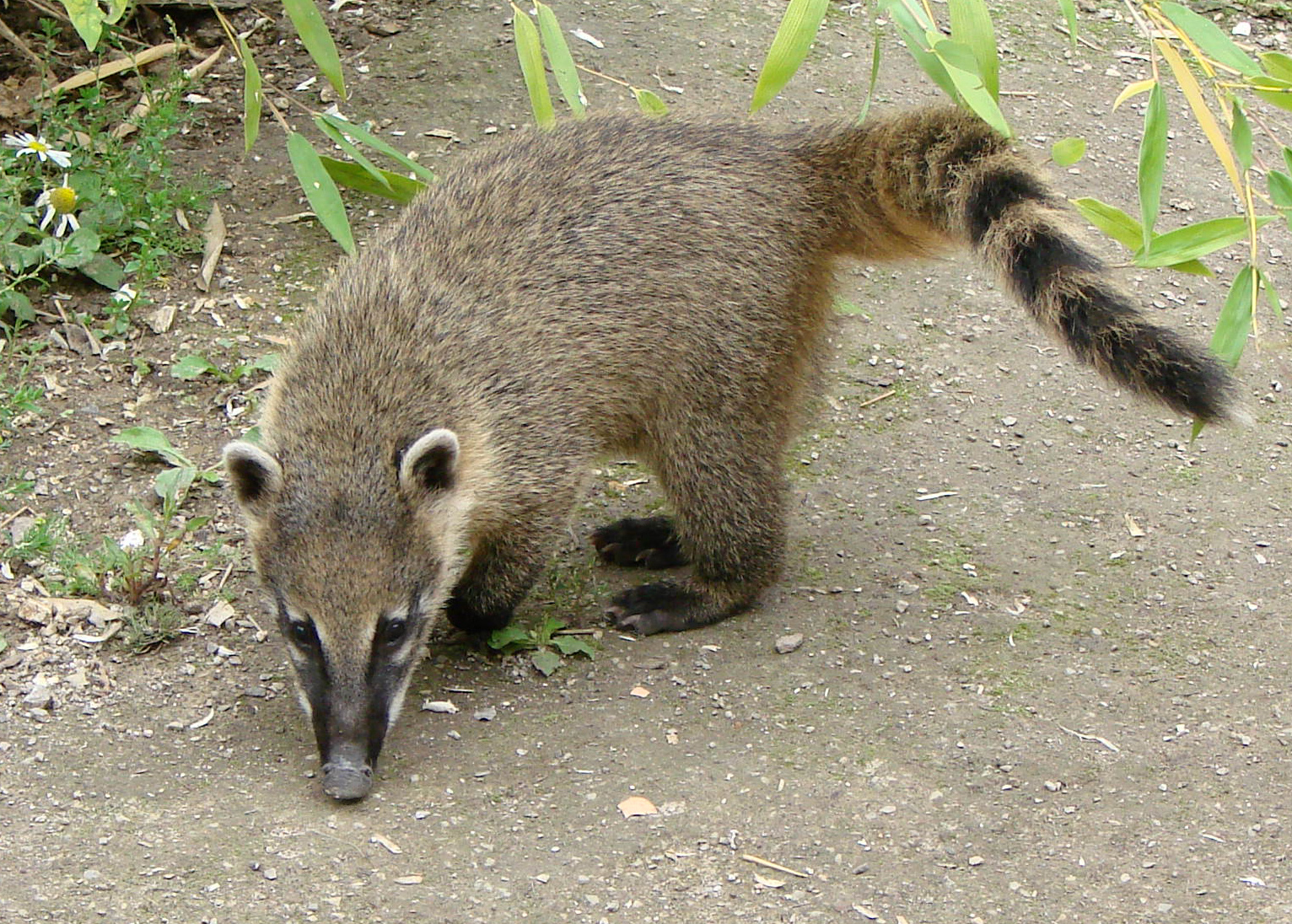
Nasua nasua
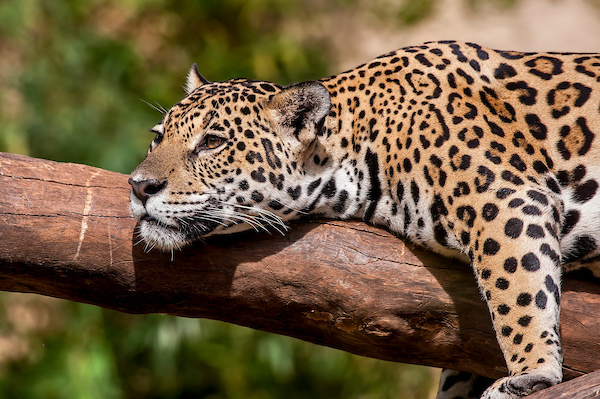
Panthera onca
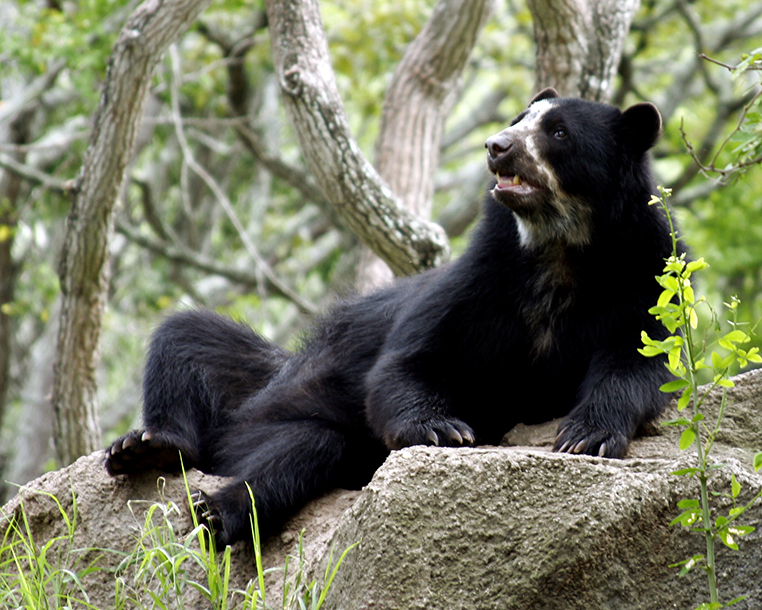
Tremarctos ornatus
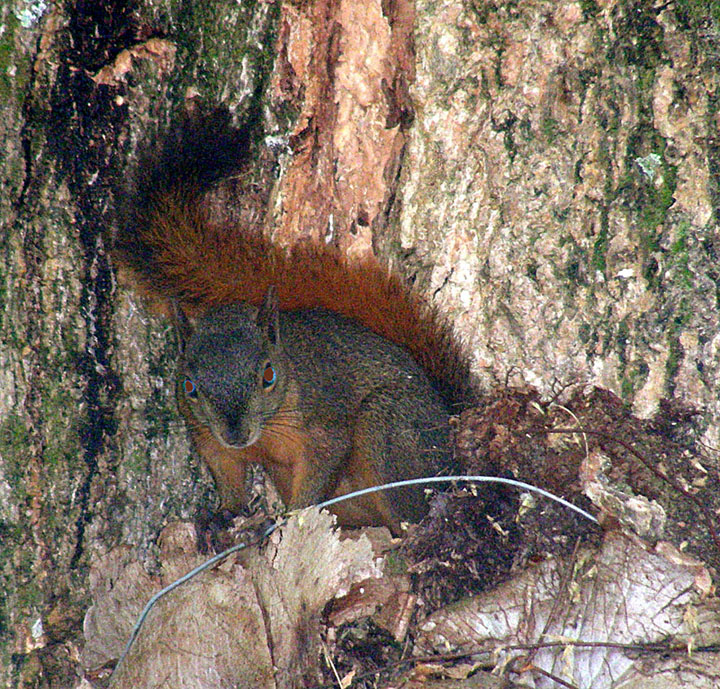
Sciurus igniventris
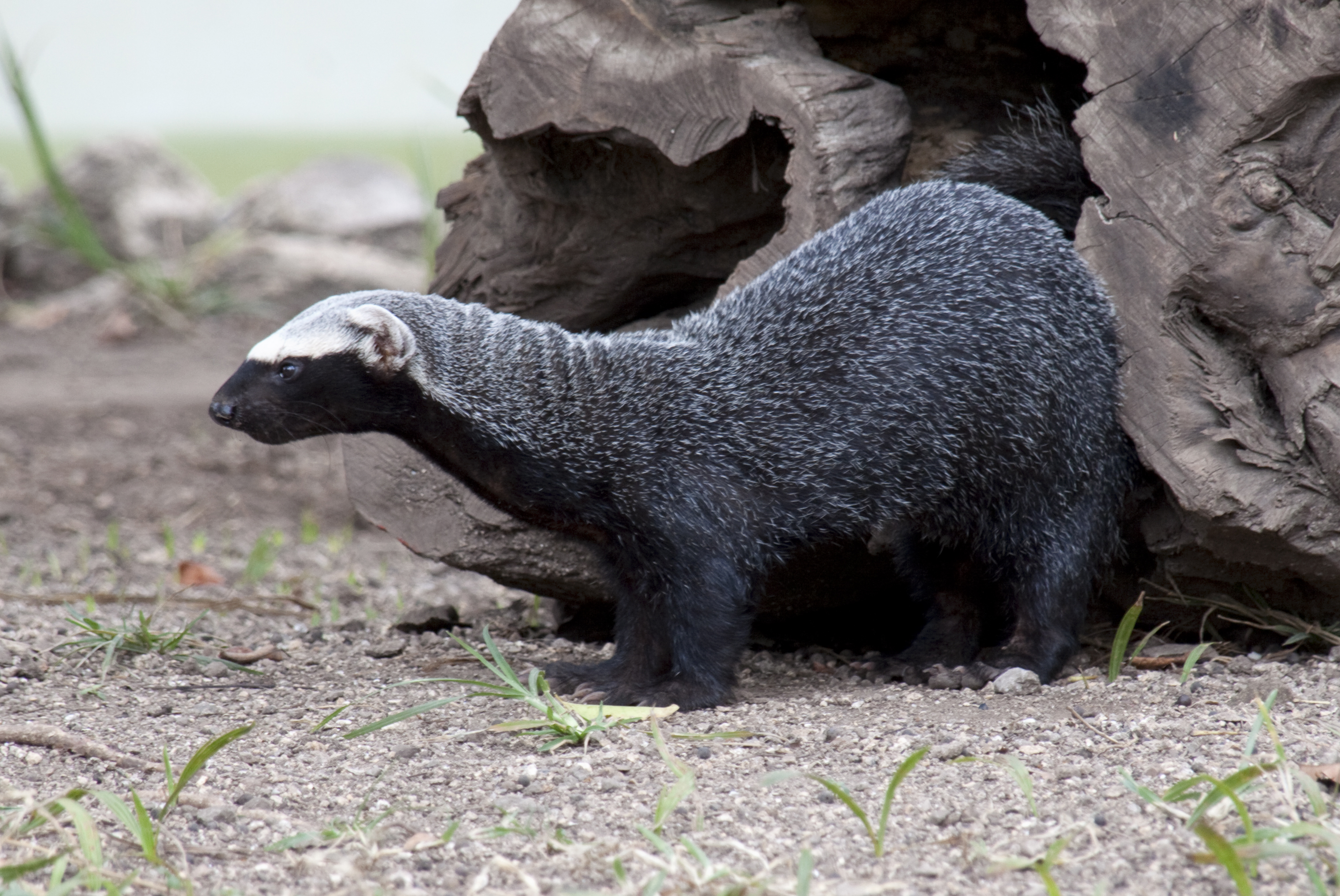
Galictis vittata
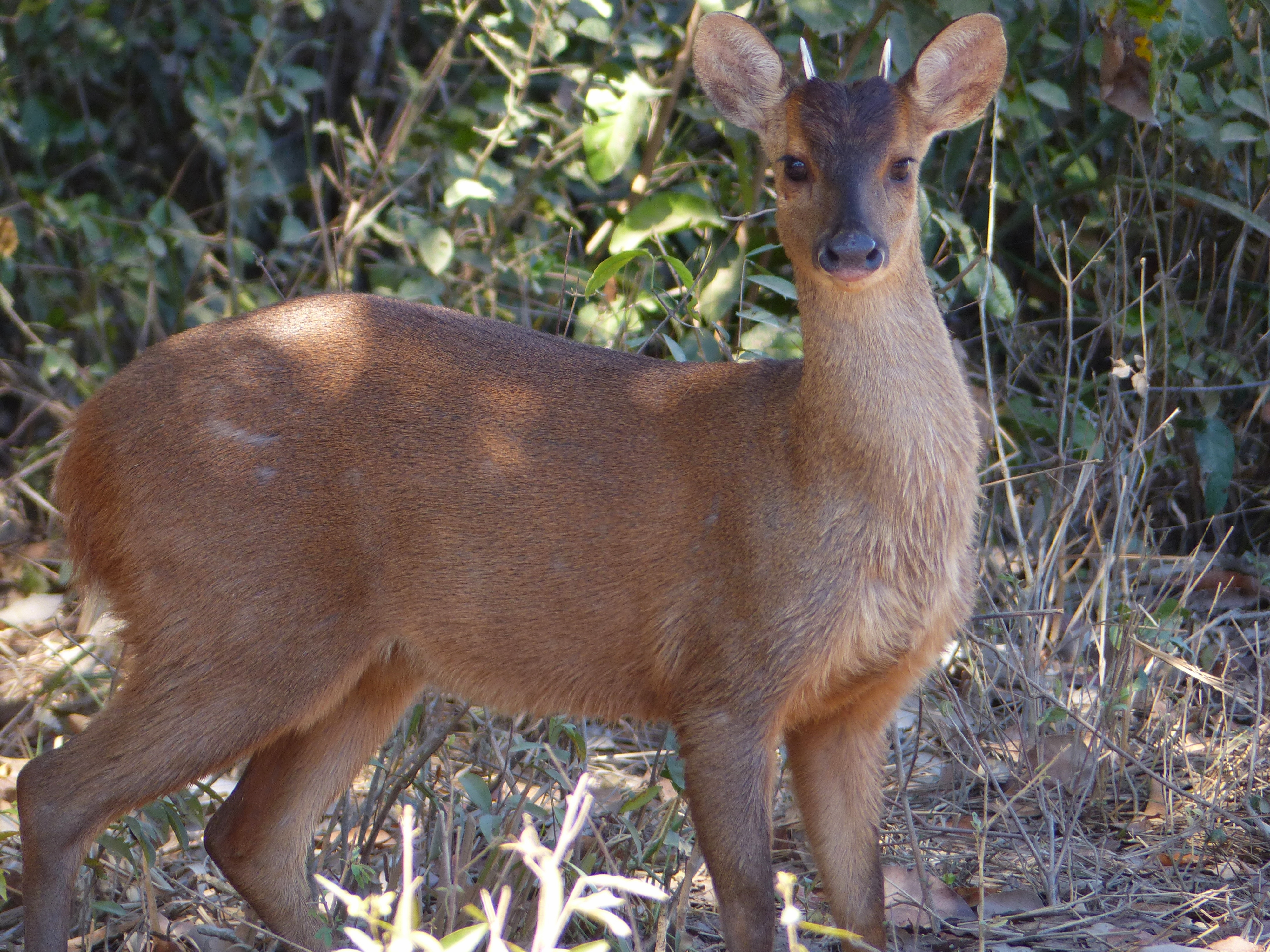
Mazama americana
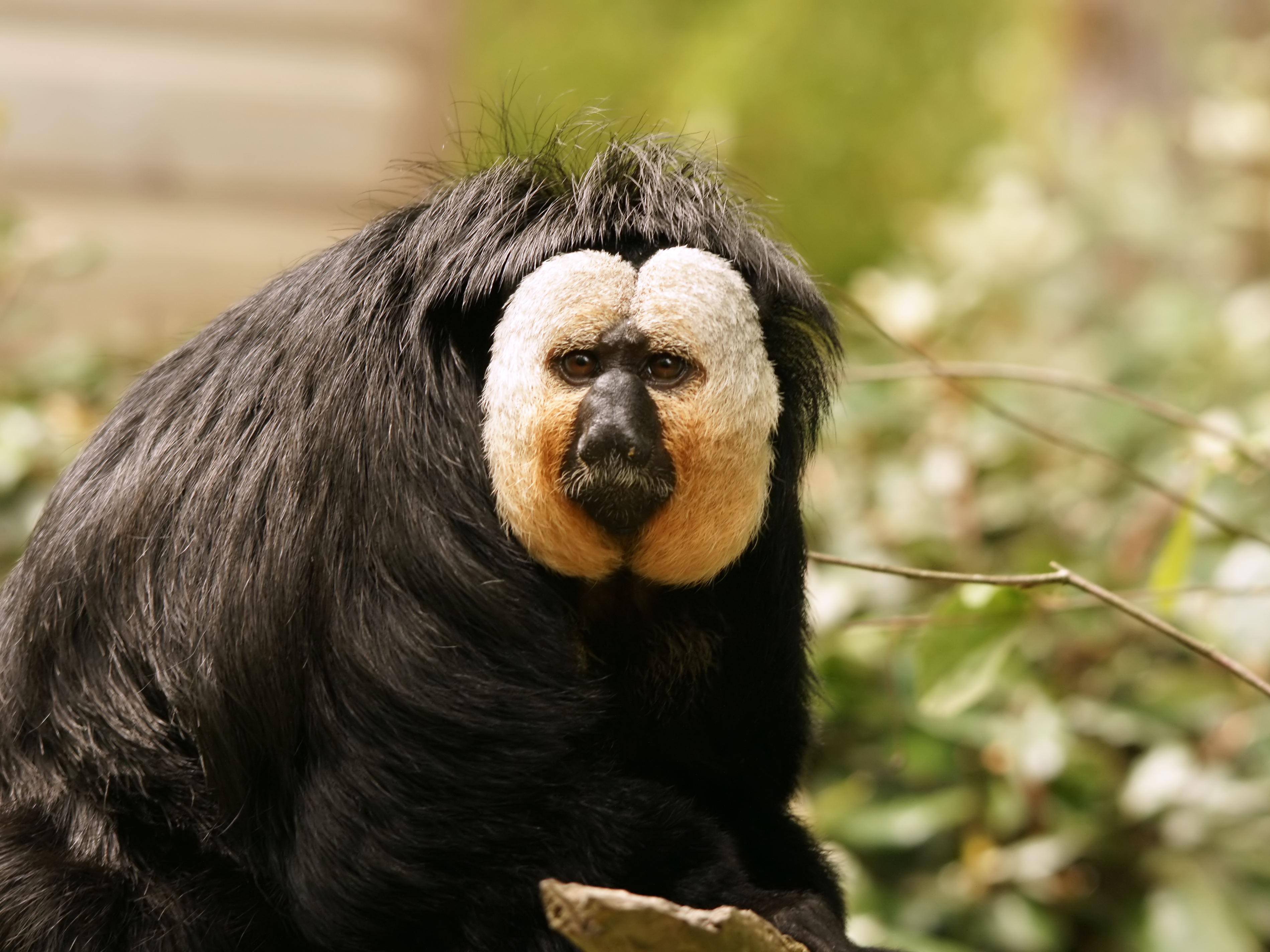
Pithecia pithecia
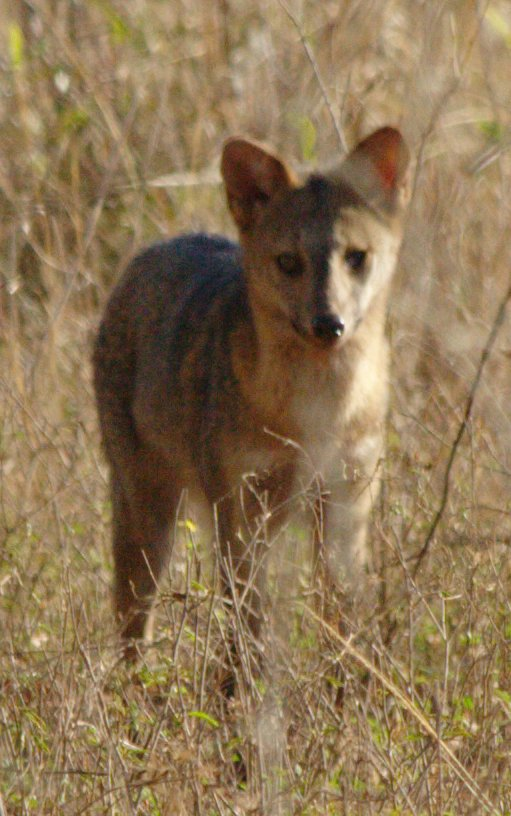
Cerdocyon thous
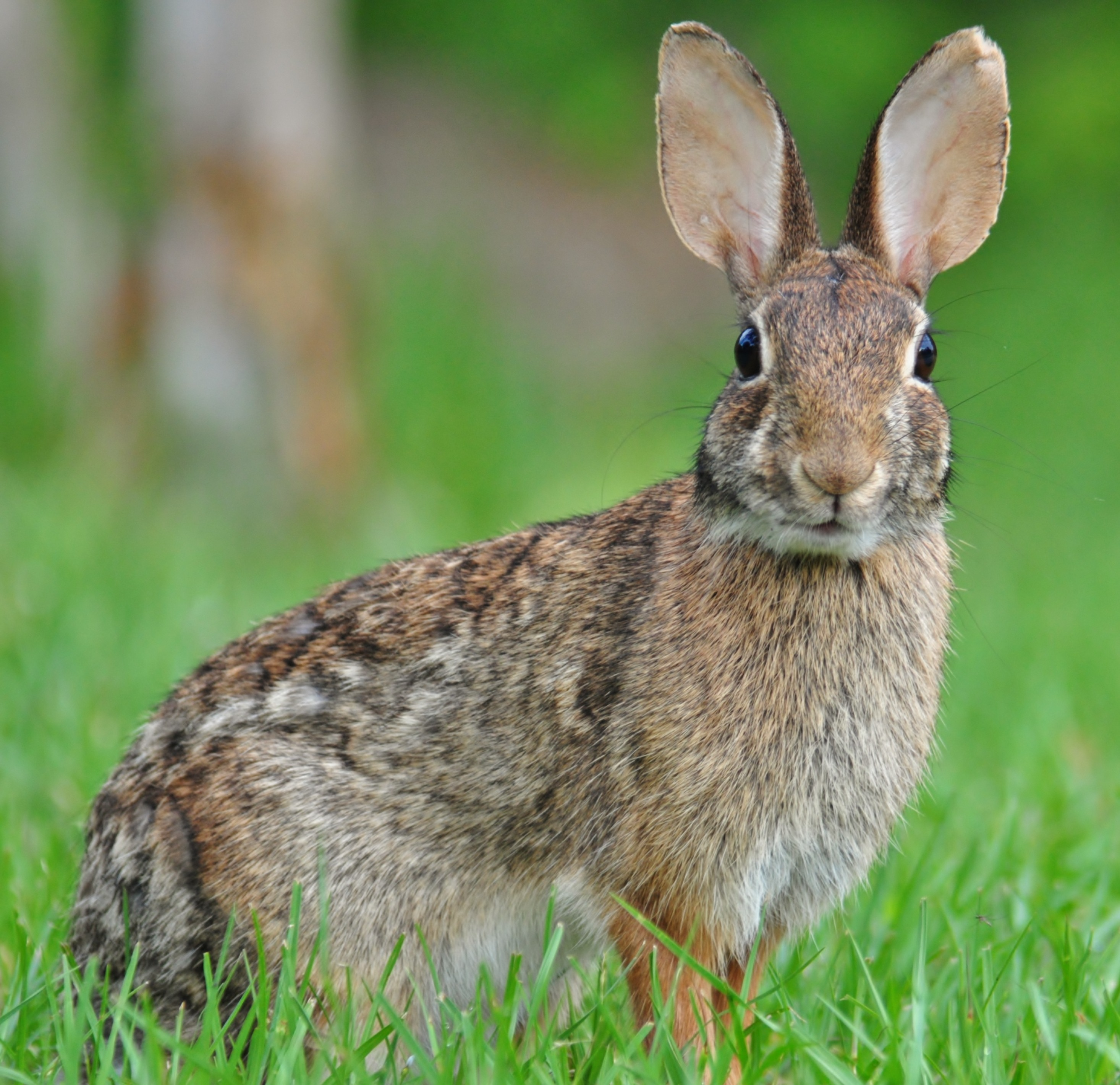
Sylvilagus floridanus
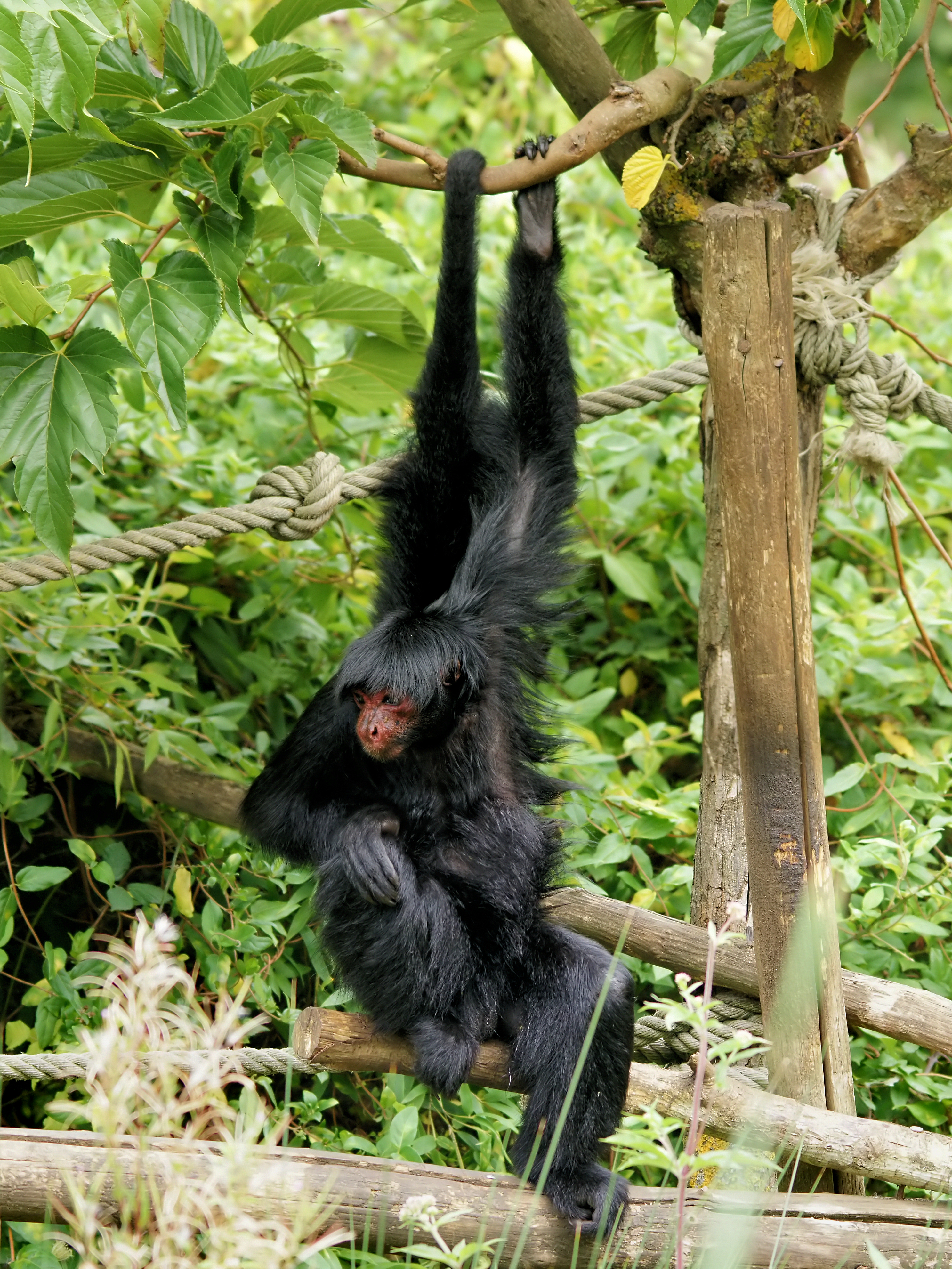
Ateles paniscus
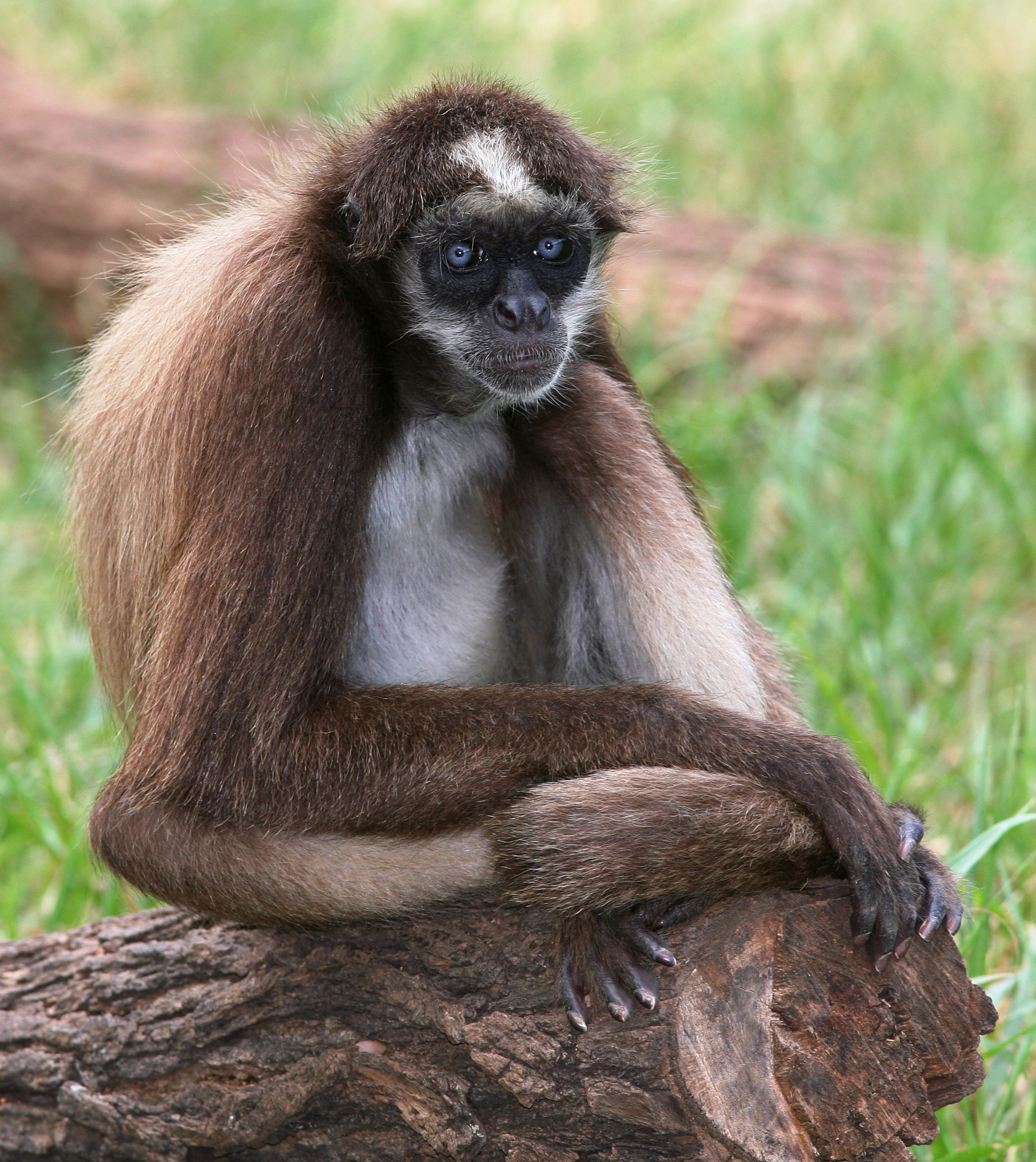
Ateles hybridus

### Peces
Venezuela cuenta con aproximadamente 2,000 especies de peces marinos y un aproximado de 1,300 especies de peces de agua dulce. Venezuela es el 4° país del mundo con más especies de peces de agua dulce.
| Parte de la fauna marina que se encuentra en Venezuela |                        |                        |                              |                            |                      |
|                                                        |                        |                        |                              |                            |                      |
| Aetobatus narinari                                     | Dactylopterus volitans | Diodon holocanthus     | Holocentrus rufus            | Hippocampus reidi          | Pomacanthus paru     |
|                                                        |                        |                        |                              |                            |                      |
| Oreaster reticulatus                                   | Chelonia mydas         | Gramma loreto          | Acanthostracion quadricornis | Pomacentridae              |                      |
|                                                        |                        |                        |                              |                            |                      |
| Holacanthus ciliaris                                   | Acanthurus coeruleus   | Chaetodon capistratus  | Scaridae                     | Symphysodon aequifasciatus | Holacanthus tricolor |
|                                                        |                        |                        |                              |                            |                      |
| Carcharhinus perezi                                    | Acanthurus chirurgus   | Ginglymostoma cirratum | Chaetodon ocellatus          |                            |                      |

### Reptiles
La lista de reptiles en Venezuela, incluye a 405 especies de reptiles registrados en Venezuela. El listado se basa en la base de datos de The Reptile Database. Los reptiles de Venezuela se agrupan en 3 órdenes y 30 familias, e incluyen  serpientes, lagartos, cocodrilos y tortugas.
| Algunos reptiles que se encuentran en Venezuela |                           |                    |                     |                 |                        |
|                                                 |                           |                    |                     |                 |                        |
| Chelus fimbriatus                               | Trachemys scripta         | Norops biporcatus  | Basiliscus vittatus | Iguana iguana   | Polychrus marmoratus   |
|                                                 |                           |                    |                     |                 |                        |
| Gonatodes albogularis                           | Cnemidophorus lemniscatus | Epicrates cenchria | Oxybelis fulgidus   | Anolis extremus | Crocodylus intermedius |

### Anfibios
La lista incluye un total de aproximadamente 400 especies de anfibios registradas, Venezuela es el 9° país con más especies de anfibios en el mundo.

Algunos Anfibios que habitan en Venezuela
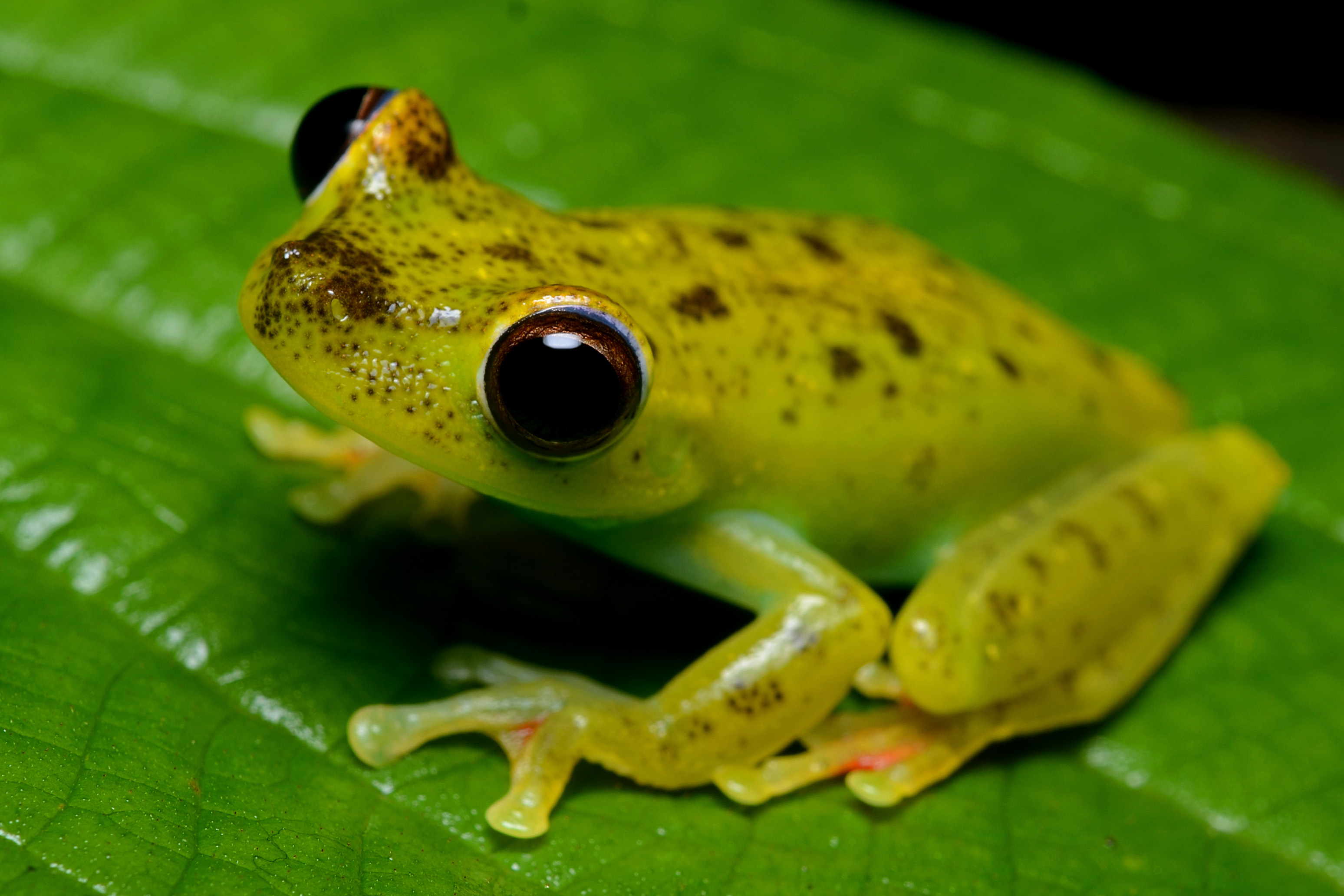
Hypsiboas rufitelus
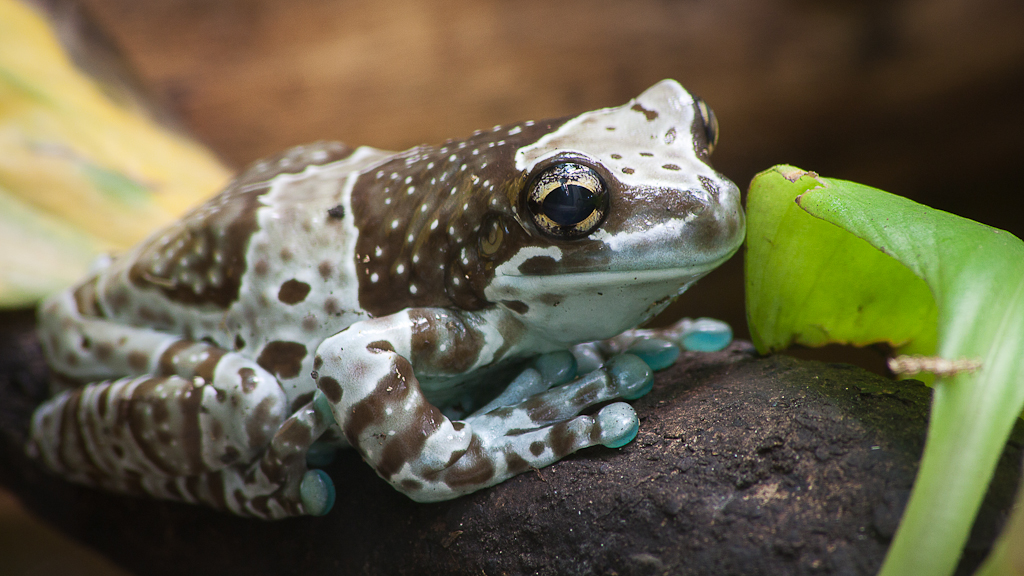
Trachycephalus resinifictrix
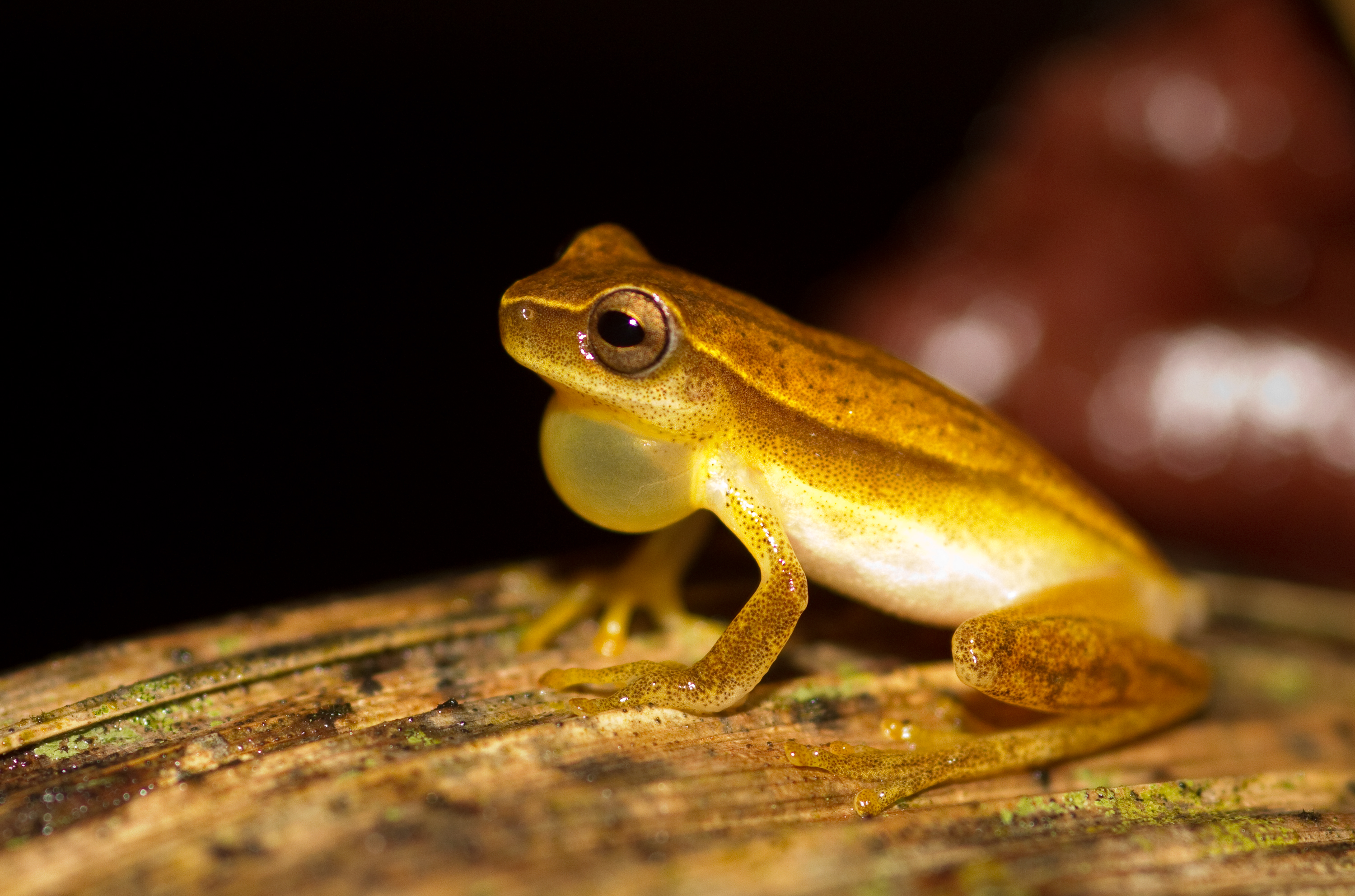
Dendropsophus microcephalus
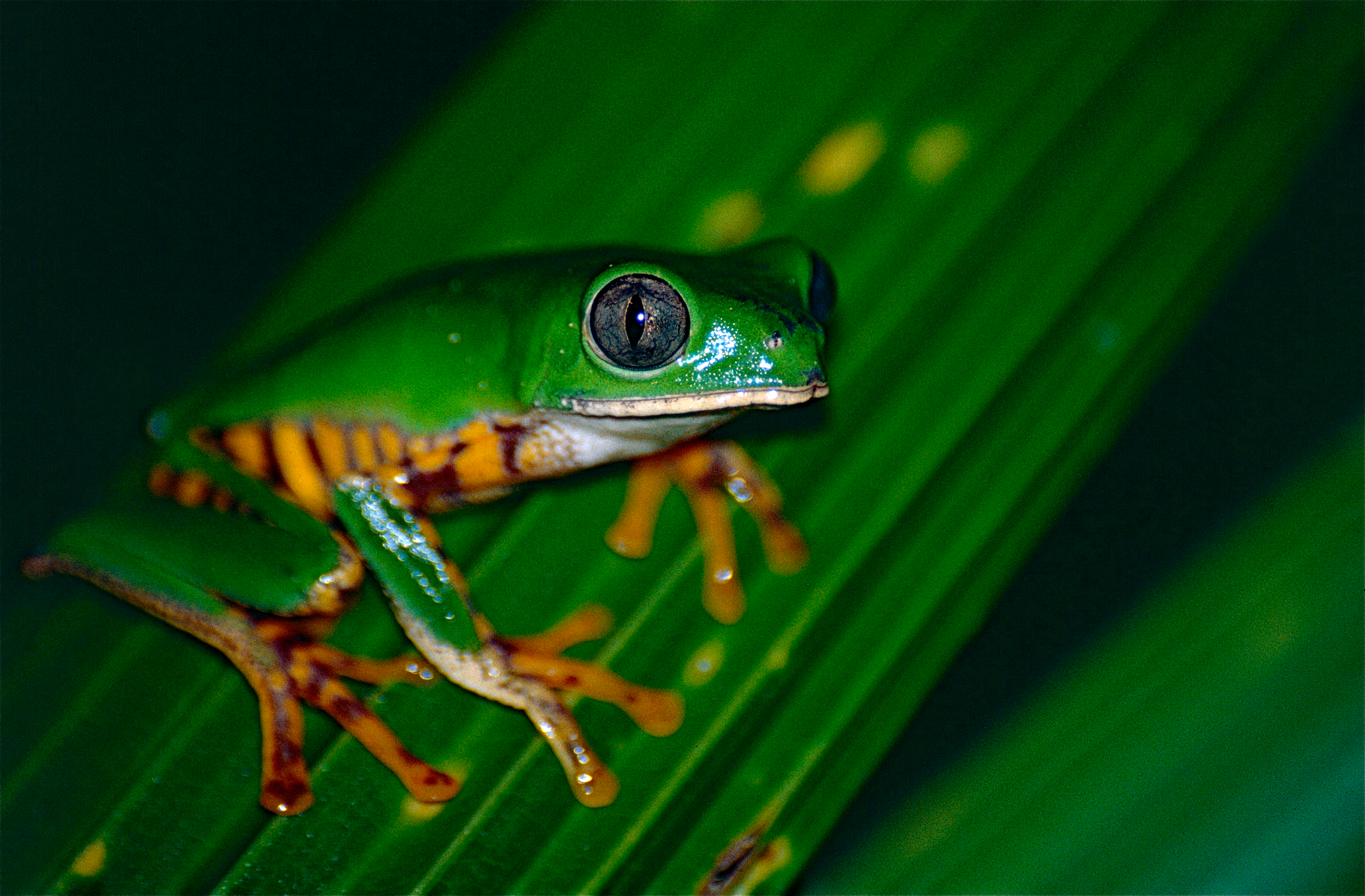
Phyllomedusa tomopterna
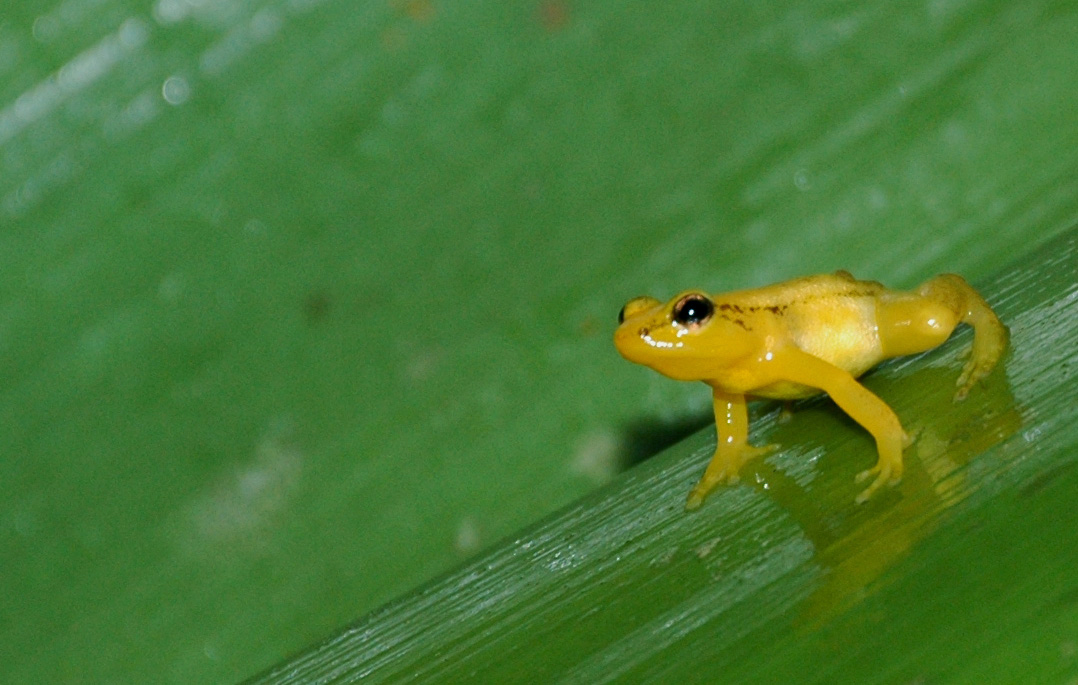
Anomaloglossus beebei
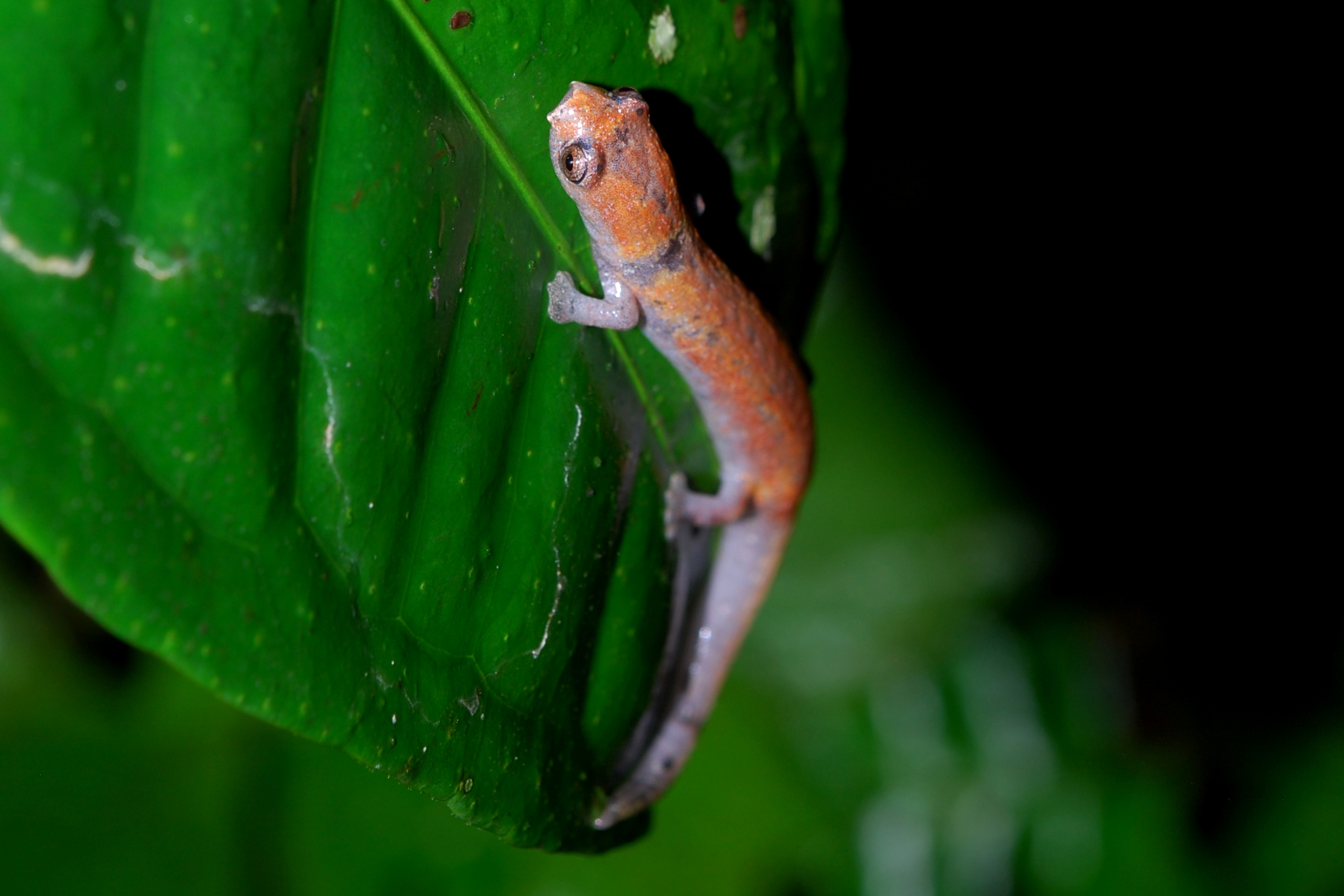
Bolitoglossa altamazonica
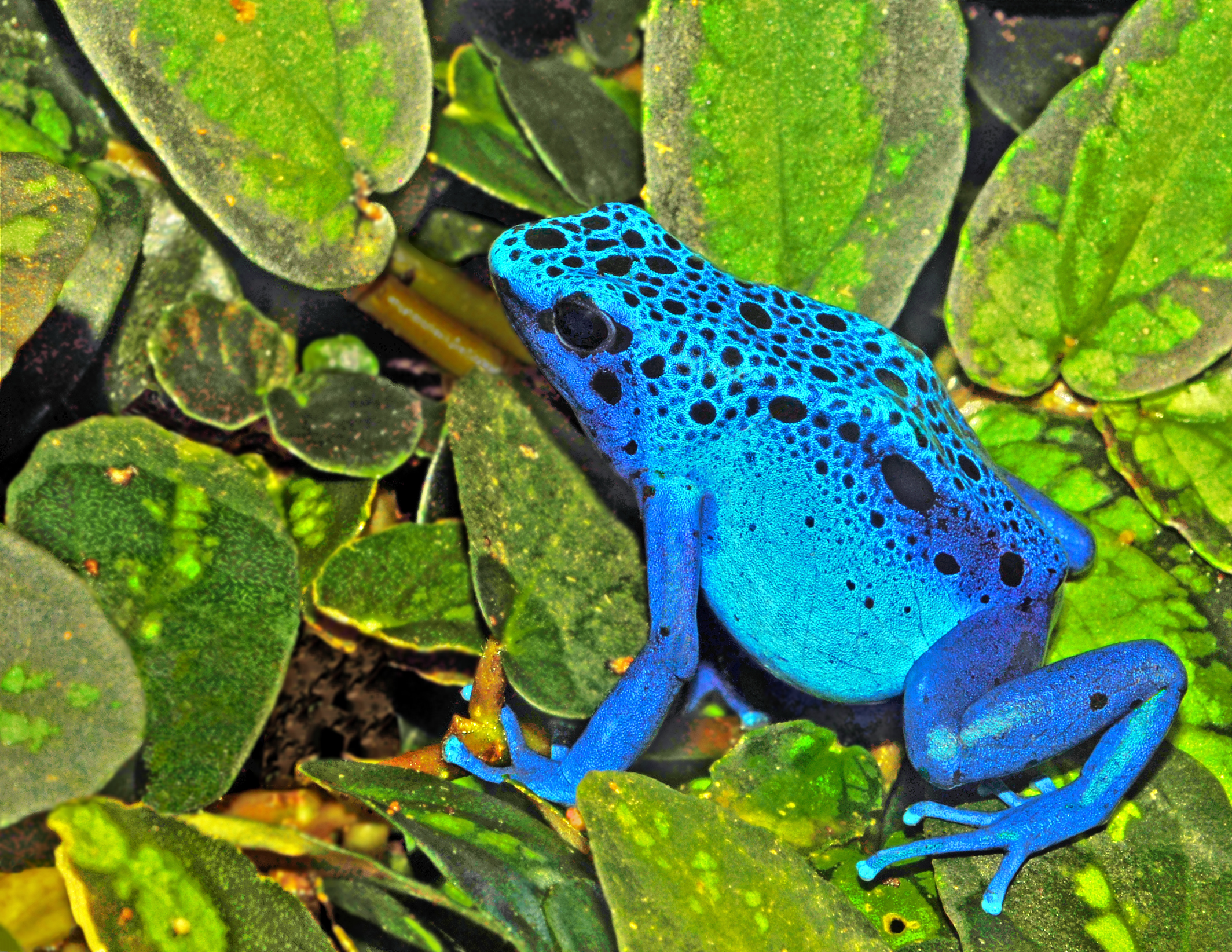
Dendrobates tinctorius

## Parque nacional Morrocoy

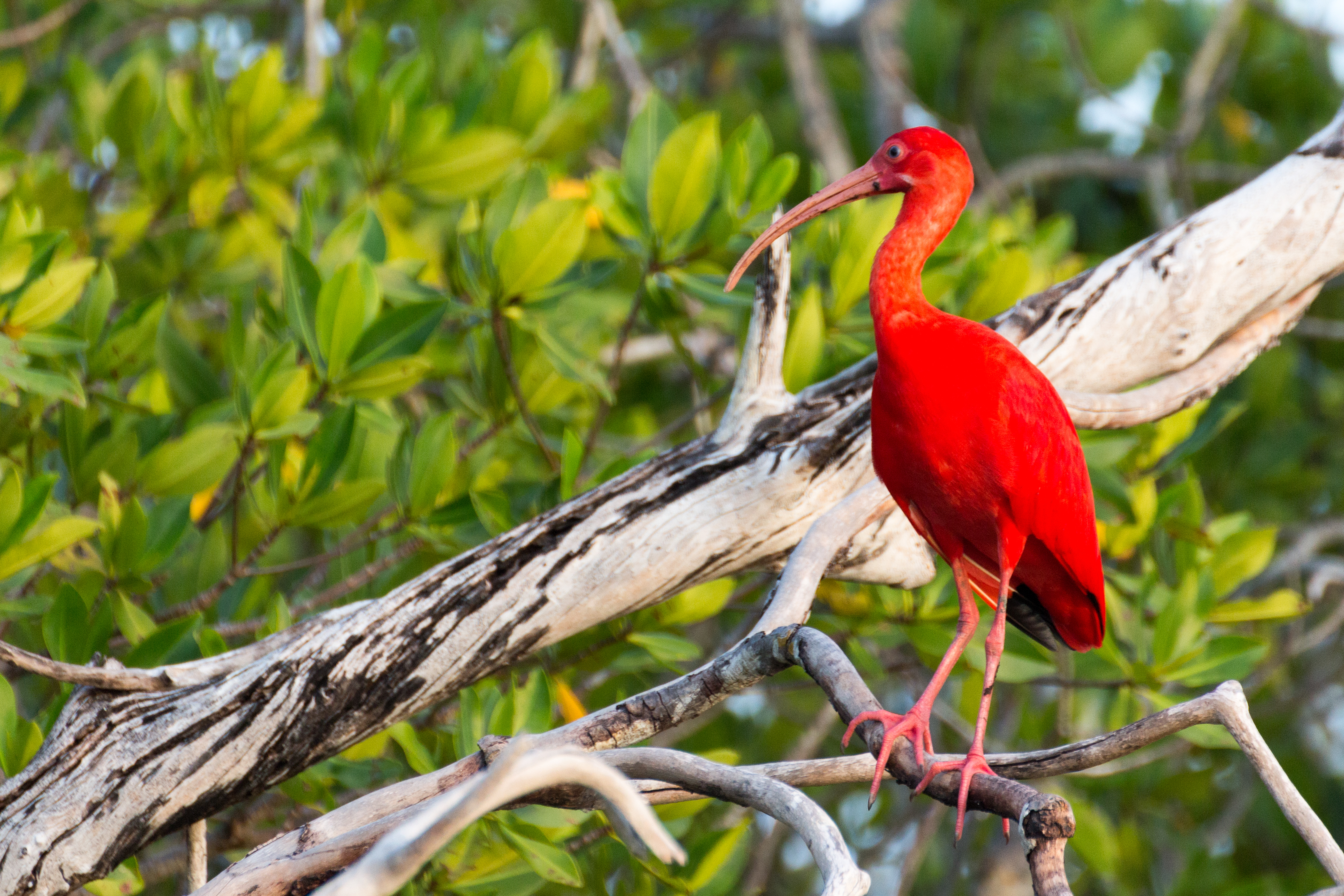
Corocoro, especie de ave que se encuentra en el parque nacional Morrocoy.

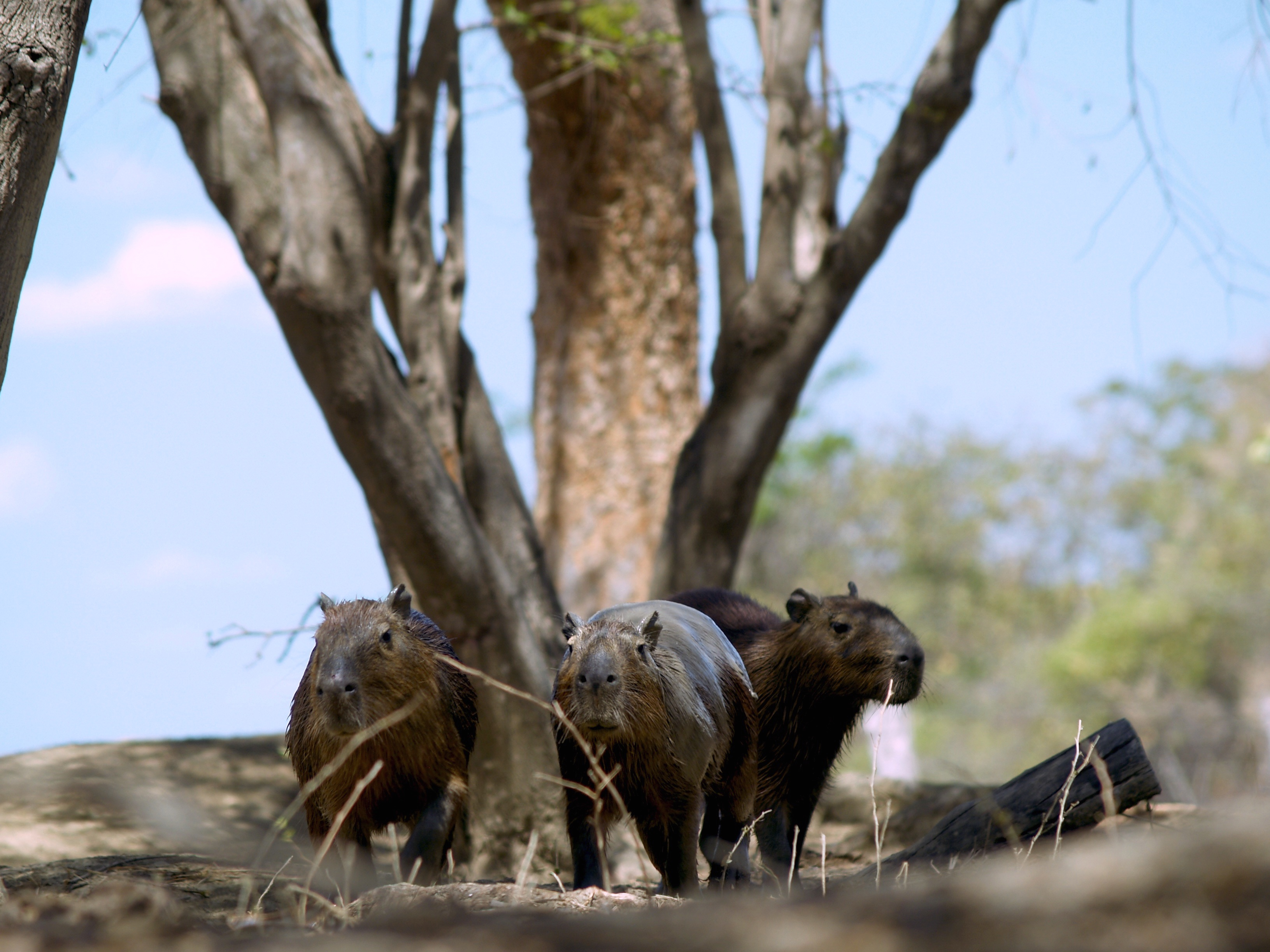
Familia de Chigüires (Hydrochoerus hydrochaeris) en el estado Cojedes.

Con respecto a la fauna en el parque habitan numerosas especies de avifauna, aproximadamente 266, reportadas para el Refugio de Fauna Silvestre Cuare. Debido a que el parque nacional Morrocoy y el Refugio de Fauna Silvestre Cuare se encuentran ubicados en una misma área geográfica, se infiere que para el parque debe existir un número similar, entre las que se destacan el águila pescadora, especies vulnerables como el flamingo, la garza paleta, el pelícano especie de la avifauna cuyo hábitat preferido es la vegetación de manglar donde anida y reposa, cotúa, garcita blanca, el paují de copete, el loro real Amazona, la corocoro, la garza pechiblanca y las especies consideradas de distribución restringida como la fragata o tijereta de mar. Los manglares de la Bahía de Morrocoy son excelentes refugios de aves; sobre todo en la isla de Pájaros, que es un cayo cubierto de manglar ubicado en la zona central del parque.
Habitan además numerosos reptiles marinos, entre los que se destacan las tortugas marinas como la tortuga verde, la tortuga carey, la tortuga cardón, la tortuga cabezón  así como el caimán de la costa, todas ellas consideradas por el libro rojo en peligro de extinción. Entre los mamíferos se incluyen tanto los mamíferos marinos (delfines, ballenatos) que utilizan el parque como refugio así como las diferentes especies de mamíferos terrestres, que se localizan mayoritariamente en el Cerro Chichiriviche, entre los que se pueden mencionar el venado matacán y el venado caramerudo, el oso melero, el zorro cangrejero, el mono araguato, la pereza, el rabipelado, la lapa, el picure y el báquiro cinchado. Los peces que se reproducen en el parque son el mero, mixines, pargo, curbina, sábalo, róbalo, el pez sapo, cazón, sardina, el jurel, el corocoro, la picúa, la cachama negra, así como peces que habitan en los arrecifes coralinos. Entre los moluscos y crustáceos: la ostra de mangle, liebres marinas, quigua, existen 2 tipos de langostas Panulirus argus -Panulirus guttatus, cangrejos azules y rojos, jaibas, entre otras especies. Existe una variedad diversa de insectos, aunque aún no existe un levantamiento de información para la zona.

### Fauna diversa en Venezuela
| Otros animales que habitan en Venezuela |                         |                   |                          |          |           |
|                                         |                         |                   |                          |          |           |
| Eretmochelys imbricata                  | Boa constrictor         | Hypsiboas         | Tayassu pecari           |          |           |
|                                         |                         |                   |                          |          |           |
| Haetera piera                           | Oreophrynella quelchii  | Trichechus        | Urocyon cinereoargenteus | Nasua    | Caiman    |
|                                         |                         |                   |                          |          |           |
| Choloepus hoffmanni                     | Myrmecophaga tridactyla | Sarcoramphus papa | Ramphastidae             | Alouatta | Ara macao |

## Archipiélago Los Roques

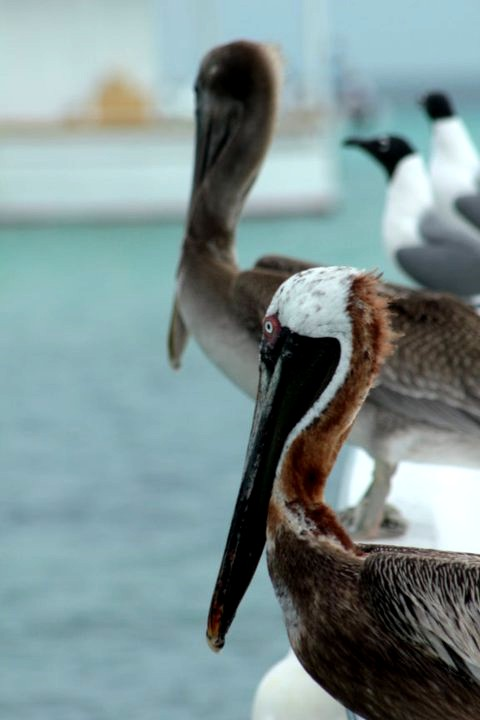
Aves en Los Roques.

Debido a las condiciones ambientales extremas y la carencia de agua dulce, los animales terrestres no abundan. La lista se limita a algunas especies de iguanas y lagartijas, arañas e insectos. El murciélago pescador (Noctilio leporinus) es el único mamífero terrestre autóctono.
Es en el agua donde la inmensa riqueza se vuelve evidente: 280 especies de peces, 200 especies de crustáceos, 140 especies de moluscos, 61 especies de corales, 60 especies de esponjas y 45 especies de erizos y estrellas de mar. Abundan los delfines, ballenas, mantarrayas y tortugas.
Los animales más representativos son la tortuga verde (Chelonia mydas), el botuto o caracol reina rosado (Strombus gigas), la langosta espinosa (Panulirus argus), peces típicos de los arrecifes de coral y 92 especies de aves. Los Roques es punto de encuentro de unas 50 especies de aves migratorias de América del Norte. Entre las aves más frecuentes está el pelícano pardo (Pelecanus occidentalis), dos especies de pájaro bobo, el de patas coloradas (Sula sula) y el piquero café (Sula leucogaster) y la gaviota guanaguanare (Larus atricilla). También suelen observarse algunos grupos de flamencos (Phoenicopterus ruber).